# Mănăstirea Dobrovăț
Mănăstirea Dobrovăț este o mănăstire de călugări amplasată în zona Dobrovăț-Ruși a unicului sat al comunei Dobrovăț (județul Iași, România) și este penultima ctitorie a lui Ștefan cel Mare, acesta murind înainte de terminarea construcției, ultima fiind Biserica „Tăierea Capului Sfântului Ioan Botezătorul” din Reuseni (județul Suceava). Mănăstirea se află la o distanță de 25 de kilometri sud-est de Iași și la 35 de kilometri nord de Vaslui, într-o fostă poiană înconjurată de codri seculari, pe malul pârâului Dobrovăț.
Regina Maria a României a vizitat Dobrovățul la 1 iunie 1917, scriind următoarele: "După dejun, am plecat la Dobrovăț, unul dintre Domeniile Coroanei. Drumul trece prin păduri de toată frumusețea, dar e lung și neînchipuit de rău... Netăgăduit, acest colț de țară e cât se poate de frumos, cu codri aproape neumblați, dar drumurile sunt îngrozitoare".
Ansamblul Mănăstirii Dobrovăț a fost inclus pe Lista monumentelor istorice din județul Iași din anul 2015, având codul de clasificare IS-II-a-A-04150 și fiind alcătuit din următoarele 4 obiective:
- Biserica „Pogorârea Sf. Duh” - datând din anul 1503-1504, având codul IS-II-m-A-04150.01
- Biserica paraclis „Sf. Gheorghe” - datând din anul 1607, având codul IS-II-m-A-04150.02
- Turnul clopotniță - datând din anul 1743, având codul IS-II-m-A-04150.03
- Zidul de incintă - având codul IS-II-m-A-04150.04

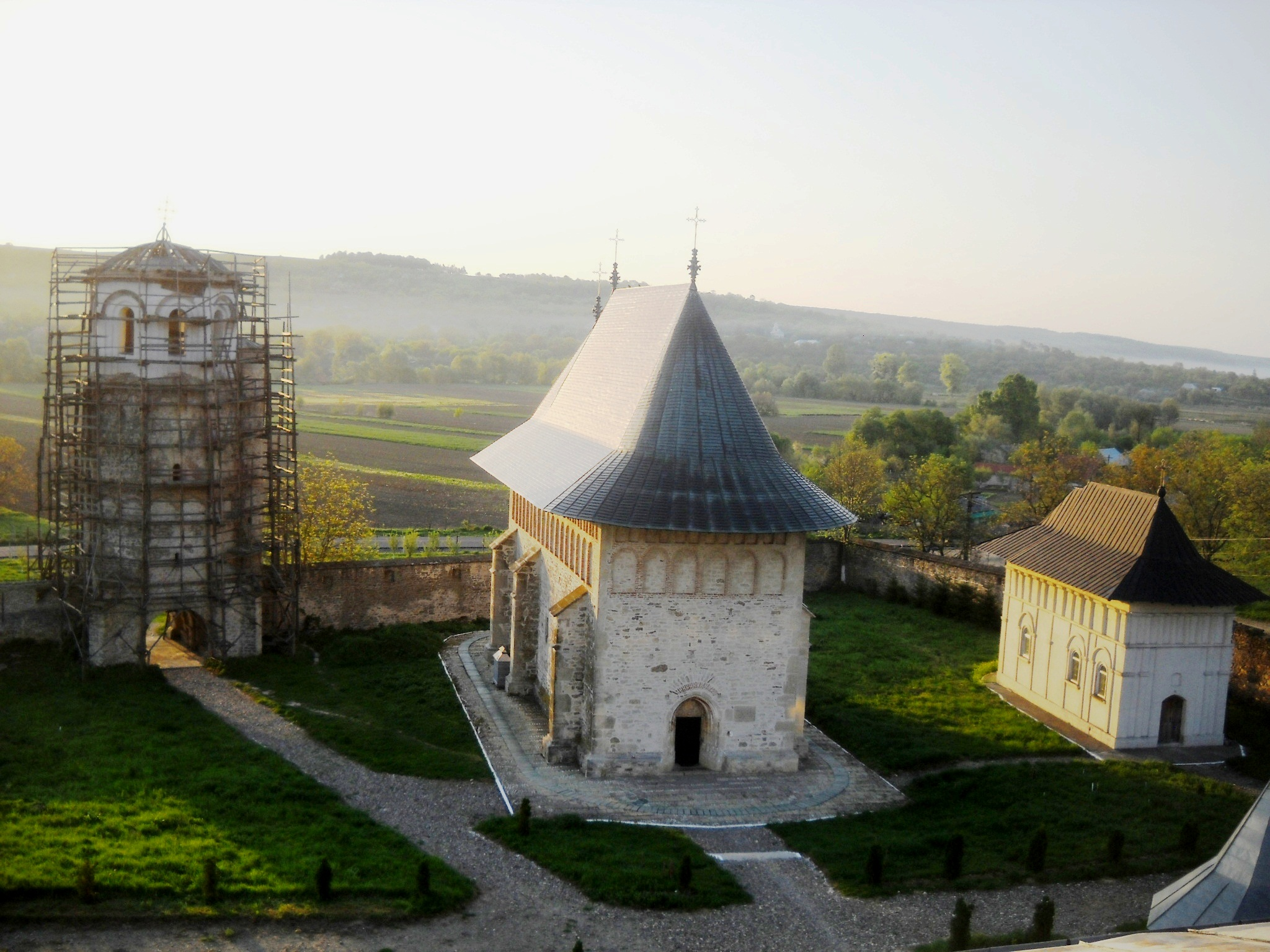
Mănăstirea Dobrovăț - vedere de ansamblu

## Istoricul mănăstirii

### Ctitorirea

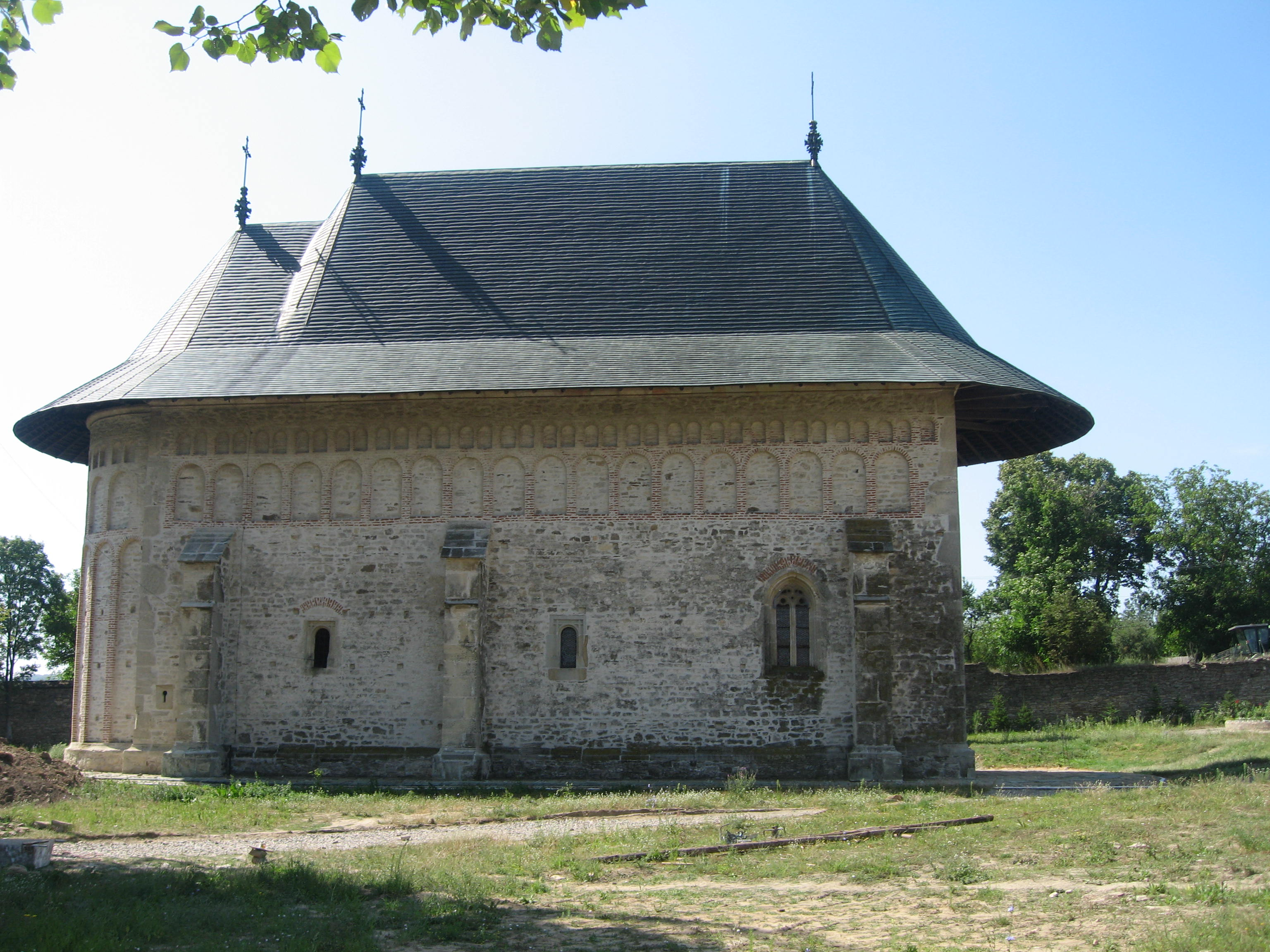
Biserica construită de Ștefan cel Mare

Viața monahală în codrii Dobrovățului a existat înainte de construirea bisericii lui Ștefan cel mare. În apropiere de locul unde se află astăzi mănăstirea a ființat în secolul al XV-lea un vechi schit de lemn a lui Giurgiu Călugărul, cu hramul Schimbarea la Față, unde viețuiau câțiva călugări sihaștri. Acesta a fost menționat pentru prima dată în anul 1499, fiind păstorit la acea dată de „chir popa Ioanichie”. Fosta mănăstire a fost cumpărată de domnie în anul 1503, împreunã cu cinci sate, de la urmașii unui anume Ivan Damianovici și dăruită mănăstirii ctitorite de Ștefan cel Mare.
La data de 27 aprilie 1503, după cum precizează pisania aflată pe zidul bisericii, s-a început construirea bisericii Mănăstirii Dobrovăț, ctitorită de domnitorul Ștefan cel Mare (1457-1504). Printr-un hrisov din 6 octombrie 1503, voievodul a înzestrat cu cinci sate mănăstirea care era păstorită pe atunci de părintele Pahomie.
Pe peretele vestic al pridvorului, în dreapta ușii de intrare în biserică, a fost pusă o pisanie în limba slavonă cu următorul cuprins: "Binecinstitorul Domn Io Ștefan Voievod, din mila lui Dumnezeu Domnul Țării Moldovei, fiul lui Bogdan Voievod, a zidit acest hram în numele Pogorârii Sfântului Duh, care s-a și început a se zidi în anul 7011 (=1503), luna aprilie, 27 zile și s-a sfârșit în anul 7012 (=1504), iar al domniei sale anul al patruzeci și optulea curgător, luna ...". Inscripția nu a mai fost finalizată, domnitorul murind la 2 iulie 1504, înainte de terminarea construcției.
Construcția a fost finalizată în anul 1504, în timpul domniei lui Bogdan al III-lea (1504-1517), lăcașul de cult fiind pictat în perioada 1527-1531, în vremea lui Petru Rareș (1527-1538, 1541-1546). Biserica a fost pictată în frescă, în stil bizantin, atât pe interior, cât și pe exterior. Între pronaos și naos se află camera mormintelor (gropnița), aici fiind pictat sinaxarul (sfinții de peste an). Instituită ca mănăstire domnească și înzestrată de ctitor și de familia acestuia cu numeroase moșii și podoabe, Mănăstirea Dobrovăț a cunoscut o perioadă de prosperitate până către mijlocul secolului al XVI-lea.

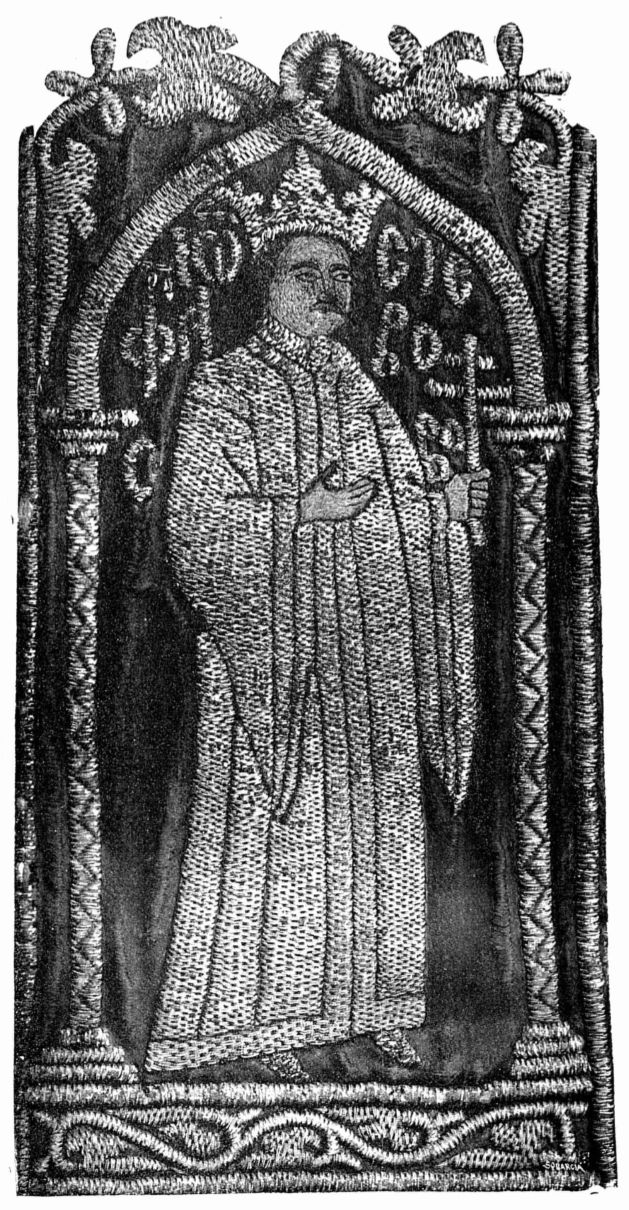
Ștefan cel Mare pe patrafirul Mănăstirii Dobrovăț

În anul 1607, domnitorul Simion Movilă (1606-1607) și soția sa, Marghita (călugărită cu numele de Melania), au construit, la 50 metri sud de clădirea bisericii ștefaniene, un paraclis cu hramul "Sf. Gheorghe" pentru a-l înmormânta acolo pe cel de-al șaselea fiu al lor, Pavel, mort la o vârstă fragedă.
Printr-un document din 26 martie 1651, la elaborarea căruia și-au dat acordul mitropolitul Varlaam Moțoc al Moldovei, episcopii și membrii Sfatului Domnesc, voievodul Vasile Lupu (1634-1653) a închinat Mănăstirea Dobrovăț către Mănăstirea Zografu de la Muntele Athos. Domnitorul a justificat această închinare prin faptul că Mănăstirea Dobrovăț se afla părăsită de călugări și într-o stare de ruină.
Mănăstirea Dobrovăț a fost prădată de tătari în anul 1658. În a doua jumătate a secolului al XVII-lea, familia boierilor Racoviță a început să exercite un protectorat benefic asupra mănăstirii. Boierii Racoviță au efectuat lucrări de restaurare a complexului monahal după anul 1663. În cea de a doua jumătate a sec. al XVII-lea a fost construit zidul de incintă și turnul de intrare, din acesta din urmă doar primul nivel fiind în forma originară. Hatmanul Nicolae Racoviță construise deja la 14 iunie 1663 „o pivniță de piatră și o casă pre pivniță” (clădirea se afla la 20 m vest de biserică și a fost dezafectată spre sfârșitul secolului
al XVIII-lea), acoperise biserica mică: „și le-au făcut dumnealui aceste toate și le-au gătit”. În nordul și estul incintei au fost construite chilii și spații de uz gospodăresc. Biserica mare a devenit necropolă a familiei Racoviță, aici aflându-se șase pietre funerare cu chenare și inscripții datate între 1664 și 1685.
Mănăstirea a trecut apoi prin noi perioade de restriște. Rușii stabiliți la sud-est de Dobrovăț în timpul luptelor din septembrie 1739 dintre Imperiul Otoman și Imperiul Țarist au jefuit mănăstirea de toate odoarele scumpe aflate aici. De asemenea, Eteria care a fost implicată în Revoluția din 1821 a produs prejudicii mănăstirii.
În anul 1743, prin grija marelui paharnic Ștefan Ruset și a soției acestuia, Maria Sturdza, și cu cheltuiala monahului Macarie Hrisoverghi, s-a refăcut turnul porții, înălțându-se alte două niveluri de formă octogonală. Tot în secolul al XVIII-lea a fost adăugat un mic pridvor în fața bisericii mari.
În anul 1851, la inițiativa egumenului Acachie, biserica a fost supusă unei intervenții dictată de moda epocii (de inspirație rusească). Au fost adăugate trei turle masive, cu acoperiș în formă de „bulb de ceapă”, dispuse în linie, prin spargerea bolților naosului și pronaosului, precum și a semicalotei altarului. Deasupra gropniței a fost construită o turlă falsă din lemn, acoperită cu tencuială.

### Desființarea mănăstirii
În decembrie 1863, prin legea secularizării averilor mănăstirești a domnitorului Alexandru Ioan Cuza (1859-1866), Mănăstirea Dobrovăț a fost scoasă de sub tutela Mănăstirii Zografu, iar călugării greci au plecat. Lipsită de sursele sale de venituri, mănăstirea a decăzut. Aici a fost instalată o pușcărie (în perioada 1865-1900), un orfelinat de fete (1900-1903) și în cele din urmă o școală de agricultură (1903-1930).
Cu timpul, pictura bisericii s-a degradat, astfel că în anul 1907 se puteau distinge doar portretele ctitorilor zugrăvite pe tabloul votiv din naos. Între anii 1930-1936, Comisia Monumentelor Istorice, aflată sub președinția lui Nicolae Iorga, a patronat restaurarea picturii bisericii.
Deși regele Carol I al României a reînființat Mănăstirea Dobrovăț prin decretul regal din 14 mai 1913, abia în anul 1930 a putut fi populată de călugări, Ministerul Agriculturii și Domeniilor cedând în acel an clădirile în care funcționa școala de agricultură și 44 hectare de teren. Dobrovățul a funcționat ca mănăstire de călugări doar până în anul 1948, când în complexul monahal s-a stabilit din nou o școală și un atelier de împletit coșuri din răchită. Începând din anul 1970, biserica ștefaniană și paraclisul lui Simion Movilă au fost administrate de Mitropolia Moldovei și Sucevei sub forma unor biserici parohiale.
În perioada 1974-1976, au avut loc cercetări arheologice conduse de Nicolae Pușcașu, precum și lucrări ample de restaurare a bisericii sub conducerea arhitectului Nicolae Diaconu, urmărindu-se să se redea monumentului înfățișarea sa originală din epoca ștefaniană. Au fost descoperite urme materiale ale unor așezări omenești anterioare perioadei în care a fost construită mănăstirea. Aceste așezări datează din două etape distincte de viețuire: sec. III-IV d. Chr. și sec. al X-XII-lea.
Cu această ocazie au fost înlăturate cele trei turle, iar biserica a fost acoperită cu o învelitoare unitară din tablă de cupru, după modelul din tabloul votiv. Dulgherul restaurator Gh. Balan a refăcut tâmplăria acoperișului, iar pictorul restaurator Dan Mohanu a consolidat pictura interioară, precum și fragmente din fresca exterioară. S-a început restaurarea zidului de incintă, dar lucrările au fost brusc întrerupte de desființarea în 1977 a Direcției Monumentelor Istorice.

### Reînființarea așezământului
În anul 1990, Dobrovățul și-a redobândit destinația inițială de așezământ monahal, cu obște de maici. Începând din anul 1992 are obște de călugări.
Restaurarea complexului mănăstiresc a fost reluată abia în anul 1994, fiind începute lucrările de consolidare ale turnului clopotniță. Lucrările de consolidare au fost efectuate la nivelul etajului 2, cu stâlpișori și centuri din beton armat, precum și planșeu din beton armat la cota +15,87 m. Lucrările efectuate au constat în consolidarea următoarelor elemente:
- fundația turnului (s-a construit o platformă betonată în grosime de 25 cm și s-au efectuat legături orizontale periferice din beton armat și oțel beton pe conturul exterior al zidurilor),
- contraforții (s-au desfăcut și rezidit contraforții din colțurile de N-E și N-V, începând de la fundații până la cotele superioare, s-a injectat mortar în masa peretelui),
- pereții exteriori (au fost reparate zonele degradate sau zidite necorespunzător cu restabilirea continuității materialului vechi prin rețeseri locale, scoabe în X, incizii metalice de conexiune, injectarea de mortar în fisuri),
- arcele, bolțile și tavanele (au fost reparate zonele degradate, au fost înlocuite grinzile din lemn cu elemente din beton armat, s-a injectat mortar fluid în fisuri și s-au montat scoabe în X, s-a recondiționat acoperișul, s-au construit burlane pentru scurgerea apelor pluviale).

## Descrierea bisericii

### Arhitectură
Biserica "Pogorârea Sf. Duh" este situată în zona sud-estică a incintei medievale. Ea a fost construită din piatră brută de carieră (soclul), piatră cioplită (pereții) și cărămidă (bolțile). Pereții au grosime de 1,5 m, iar temelia are aproape 2 m.
Edificiul are o formă mixtă: tip navă la exterior și plan triconc în interior. Biserica este înconjurată la partea superioară a naosului și pronaosului de două rânduri de ocnițe suprapuse, două ocnițe din partea de sus corespunzând uneia din partea de jos. Absidele laterale sunt înscrise în grosimea zidului, iar absida altarului este semicirculară. Biserica are câte trei contraforturi pe laturile de nord și sud, spre apus deschizându-se portalul în arc frânt. În construcția sa se observă prezența mai multor elemente de stil gotic cum ar fi contraforturile, ancadramente de ferestre și uși, cu vigniete și muluri, care impresionează pe vizitatori.
Construită în stil moldovenesc, biserica lui Ștefan cel Mare se remarcă prin două trăsături definitorii:
- lipsa turlelor și
- intercalarea între pronaos și naos a unei gropnițe (cameră a mormintelor), element arhitectonic întâlnit și la biserica Mănăstirii Neamț

Interiorul bisericii este compartimentat în patru încăperi: pronaos (6,80 x 5,80 m), gropniță (5,80 x 4,00 m), naos și altar și nu are pridvor. Intrarea în pronaos se face printr-un portal din piatră, de factură gotică (în arc frânt), cu cinci retrageri succesive. Pronaosul are ferestre mai mari cu ancadramente în stil gotic. Încăperea mormintelor este separată de pronaos și de naos prin pereți, trecerea făcându-se printr-un portal dreptunghiular de piatră, cu baghete încrustate. Ferestrele pronaosului și gropniței sunt de dimensiuni mai mici. Absidele laterale din naos sunt adâncite în grosimea zidurilor. Cele două nișe din altar: proscomidiarul și diaconiconul sunt scobite și ele în grosimea zidurilor.

### Iconografie

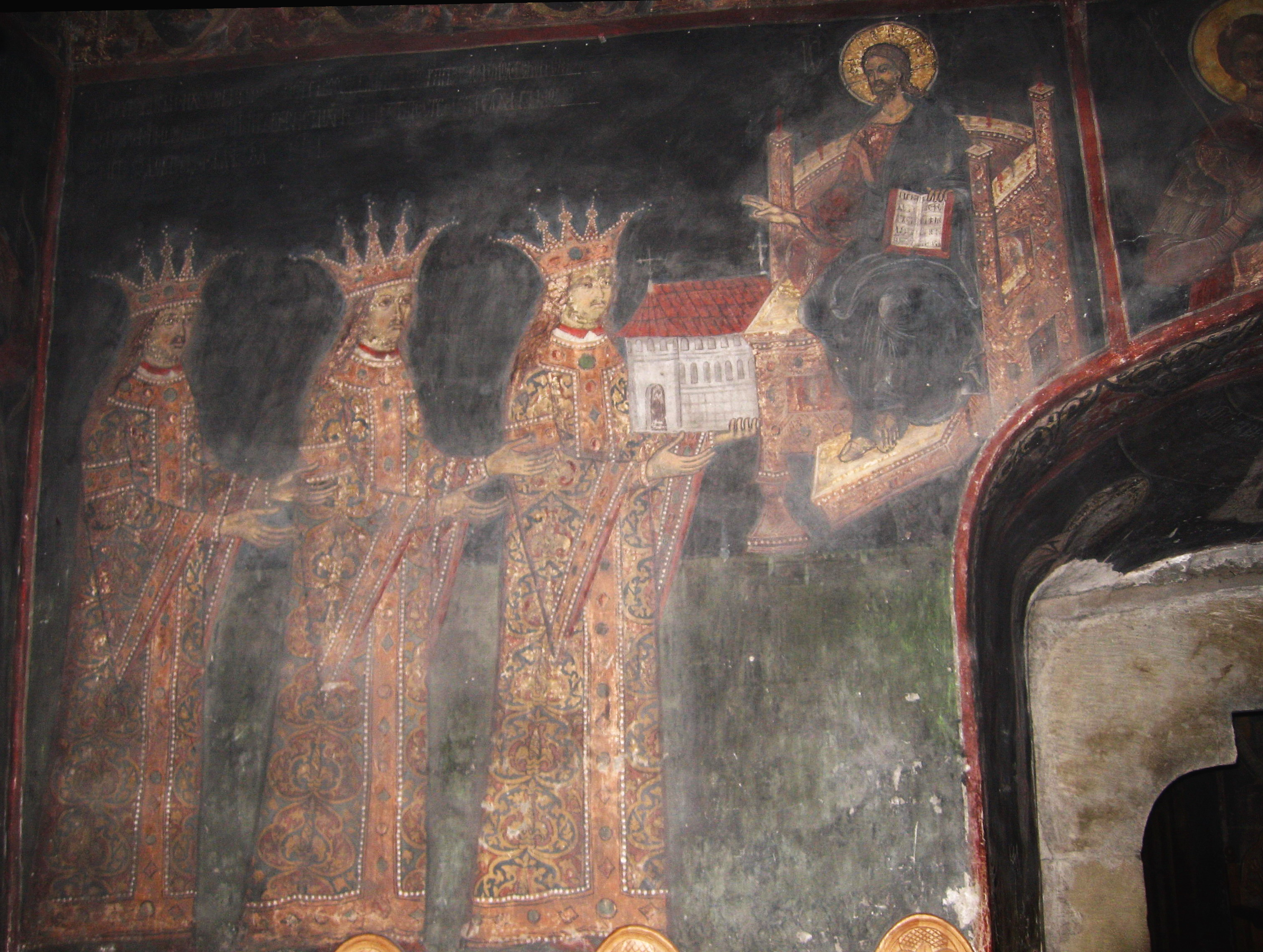
Tabloul votiv din biserică

Pictura bisericii a fost terminată în anul 1531 și este aproape integral păstrată. Deasupra ușii din gropniță care dă spre naos există următoarea inscripție în limba slavonă: "Binecredinciosul și iubitorul de Hristos Io Petru Voievod, din mila lui Dumnezeu Domnul Țării Moldovei, fiul bătrânului Ștefan Voievod, a zugrăvit și împodobit acest hram în numele Pogorârii Sfântului Duh, la mănăstirea de la Dobrovăț, la anul 703... luna ...". Luna și anul nu se mai disting. Pictura a fost restaurată în perioada 1930-1936, fiind spălată de retușurile ulterioare și de praful și fumul depuse în ultimele sute de ani.
Tabloul votiv aflat pe peretele naosului îi prezintă pe domnitorii Ștefan cel Mare, Bogdan al III-lea cel Orb și Petru Rareș, închinând biserica la picioarele Mântuitorului, care este așezat pe tron. Prezența lui Petru Rareș aici (în timpul căruia a fost pictată biserica) are sensul de a sublinia descendența acestuia din Ștefan cel Mare. Interesant este faptul că domnitorii nu sunt reprezentați cu familia ca la alte tablouri votive. Ei sunt reprezentați tineri, îmbrăcați în haine de brocart, cu coroane și părul lung căzut pe umeri. Biserica oferită Mântuitorului nu are turle și acoperișul este țuguiat și șindrilit, cum arată și atăzi după înlăturarea turlelor în perioada 1974-1976.
De asemenea, pe pereții bisericii sunt și trei picturi cu valoare de unicat; Minunea Sf. Atanasie de la Athos, Scara Virtuților a Sf. Ioan Sinaitul și Minunea Sf. Sava de la mănăstirea de lângă Ierusalim. În încăperea mormintelor sunt reprezentate în special scene de martiraje. Unele picturi au grafite datorate ostașilor din armata lui Ioan al III-lea Sobieski, care au trecut pe aici pe la anul 1686.
Biserica a fost pictată inițial și pe exterior, din pictură nemaivăzându-se astăzi decât unele porțiuni reduse ca suprafață, restul fiind șterse de ploi și zăpezi.

### Necropolă
Biserica mănăstirii Dobrovăț a fost gândită de la început și ca necropolă, acest lucru fiind dovedit de construirea unei camere a mormintelor cu dimensiuni interioare de 410 x 576 cm. Cercetările arheologice efectuate au dus la descoperirea în gropniță a 17 morminte distincte (dintre care doar 11 găsite in situ) și 7 zone cu aglomerări grupate de oseminte dislocate. Au fost recuperate 23 de cranii. Mormintele au fost jefuite, din cele șapte amenajări funerare cu zidărie existente în gropniță fiind distruse (parțial sau total) un număr de cinci.
Mai multe pietre tombale se află în pronaos (nu în gropniță cum ar fi trebuit), dintre care cea mai veche este a Doamnei Nastasia, prima soție a lui Bogdan al III-lea, decedată la 14 octombrie 1513. Piatra este de o calitate inferioară, iar literele sunt în parte șterse. S-a reușit totuși descifrarea inscripției următoare: "Această piatră a făcut-o și împodobit-o binecredinciosul și de Hristos iubitorul Io Bogdan Voievod Doamnei lui Nastasia; și ea s-a strămutat în zilele lui la anul 7021 (=1513), luna lui octombrie 14, la veșnicile locașuri".
Celelalte pietre aparțin familiei Racoviță și datează din secolul al XVII-lea, cei înmormântați aici fiind decedați în perioada 1664-1685. Hatmanul Nicolae Racoviță, care a făcut unele danii bisericii, a fost considerat ctitor și, prin urmare, șase dintre membrii familiei sale au fost înmormântați în pronaos, lângă mormântul Doamnei Nastasia. Cei șase membri ai familiei Racoviță înmormântați în biserică sunt: marele logofăt Eftodie Cehan Racoviță (d. 15 decembrie 1664) cu soția sa Teofana, fiul lor, marele logofăt Nicolae Racoviță (d. 8 martie 1685) și copiii acestuia, Andrei (d. 21 iulie 1685), Ecaterina (d. 1674) și Ion. Pietrele familiei Racoviță sunt din marmură albă, sculptate îngrijit și decorate cu motive florale, contrastând cu piatra de pe mormântul Doamnei Nastasia.
A mai fost identificat în biserică și mormântul medelnicerului Mihu.

### Obiecte de patrimoniu
Biserica dispunea de obiecte de cult prețioase, valoroase documente, manuscrise și cărți, majoritatea acestora fiind trimise în anul 1860 la Muntele Athos de către egumenul Nathanail de la Mănăstirea Zografu.
Dintre obiectele de cult valoroase s-au mai păstrat până astăzi  numai un Epitrahil (donat de Ștefan cel Mare) și un Epitaf (început în vremea lui Ștefan și terminat în timpul lui Bogdan al III-lea), aflate astăzi la Muzeul de Istorie al României din București, precum și un Potir de argint aurit (donat de marele vornic Lupu Coci, viitorul domn Vasile Lupu, în 1630-1631), aflat astăzi în Biserica Golia. Dintre cărțile vechi de cult au mai rămas 12 Minee (dăruite de Ștefan cel Mare), un Triod (dăruit de Ștefăniță Vodă în 1525), un Apostol și alte câteva.

## Alte construcții

### Zidul de incintă
Zidul de incintă al mănăstirii a fost construit în secolul al XVII-lea, odată cu turnul-clopotniță. El a fost construit din piatră legată cu mortar și delimita o suprafață de teren de forma unui patrulater neregulat. Zidul a fost parțial demantelat pe latura nordică a incintei, distrus pe latura vestică unde s-au construit casele familiei Racoviță și parțial refăcut pe latura sudică.

### Turnul clopotniță

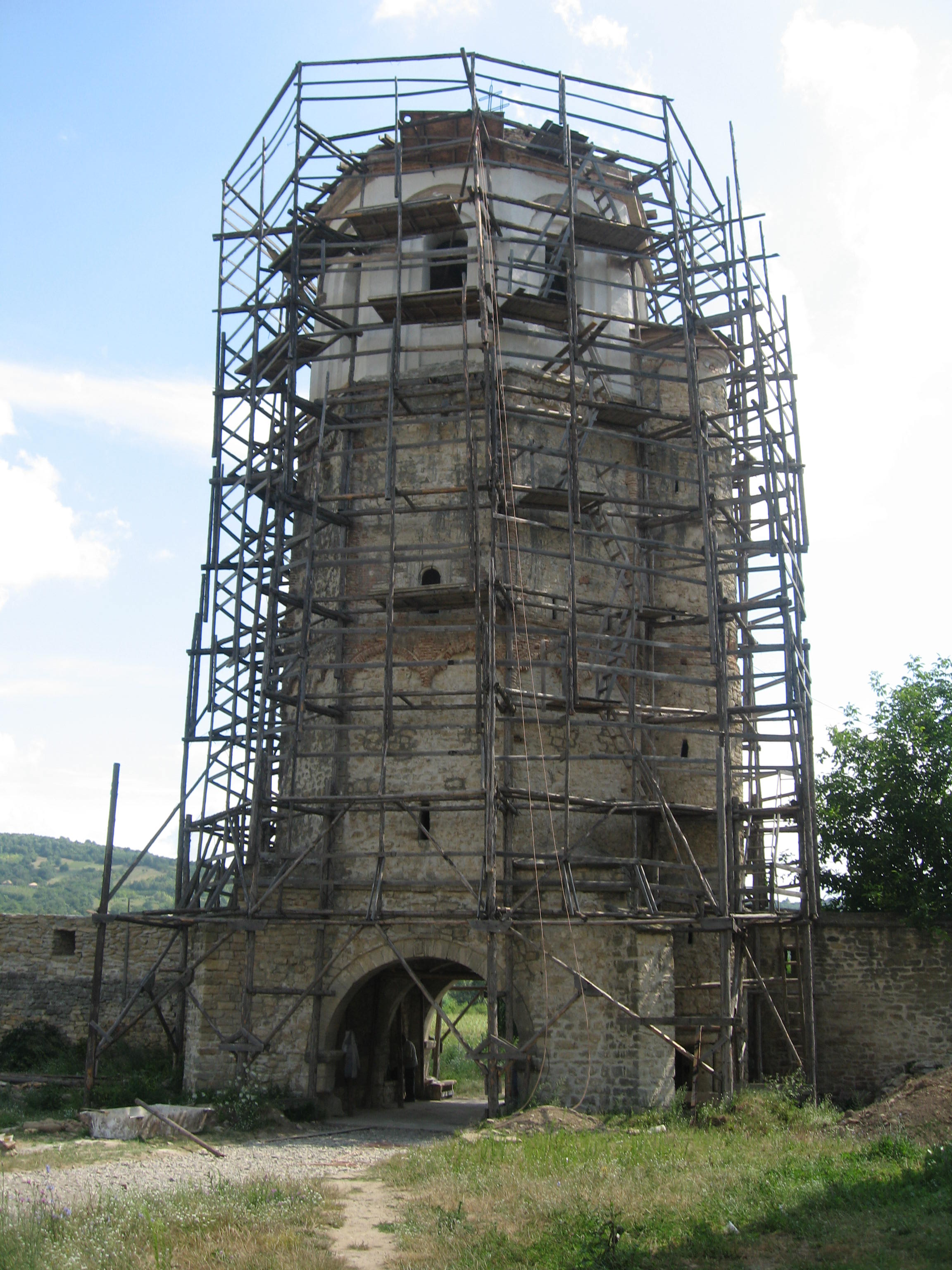
Turnul clopotniță

Turnul porții a fost construit în secolul al XVII-lea, odată cu zidul de incintă al mănăstirii, având inițial doar un parter cu un gang de intrare și un etaj. El avea formă de patrulater neregulat. În colțuri era susținut de contraforturi dispuse la colțuri.
În anul 1743, prin grija marelui paharnic Ștefan Ruset și a soției acestuia, Maria Sturdza, și cu cheltuiala monahului Macarie Hrisoverghi, s-a refăcut turnul porții, înălțându-se alte două niveluri de formă octogonală. Cu această ocazie, pe fațada turnului s-a amplasat o placă cu următoarea pisanie: "Întru numele Domnului H(risto)s începutu-s-au acest turn a se zidi din temelie după cum se vede în lontru, cu paraclis, hramul Sf(ânt)ului Mare Mucenic Gheorghe, în dzilele luminatului domnului Ioan Constantin Neculai (Mavrocordat) Voievod, cu toată cheltuiala și osârdie sf(â)nți(ei) sale chir Macarie Hrisoverghi monah, pentru vecinica sa pomenire. Fost-au sârguitori cu osteneala Dum(nealui) Ștefan Rusăt vel pah(arnic) cu giupâneasa dum(nealui) Marie Sturdza. Leat 7251 (=1743) mart(ie) 5". Pe partea cealaltă a turnului, inscripția se continuă astfel: "Fost-au la această vreme egumen Ștefan monah".
Turnul este construit din pereți portanți din zidărie de piatră tencuită cu mortar de var. Pe fațadă sunt arcaturi oarbe, racordate cu rudimente de capitele de forme rar întâlnite. Fundația este alcătuită din piatră de calcar, legată cu mortar de var.
Turnul are trei etaje și o înălțime de aproximativ 25 m și este întărit cu contraforturi. În incinta mănăstirii se intră printr-un gang cu bolta semicilindrică cu 3 arce la margine și la mijloc, decorată cu rozete. Parterul are formă pătrată cu latura de 8,20 m, iar următoarele două niveluri o formă octogonală. La parterul turnului se află gangul de intrare în incinta mănăstirii și, în dreapta, ușa care duce într-un turnuleț atașat pe latura din sud unde se află o scară în spirală pe unde se urcă la etajele superioare.
Cele trei etaje aveau următoarea funcționalitate:
- la primul etaj se afla locuința pentru paznicii mănăstirii și pentru clopotari, această încăpere fiind prevăzută cu ferestre de tragere
- la al doilea etaj se află un mic paraclis cu hramul Sf. Gheorghe, prevăzut cu o cupolă semisferică în partea centrală
- etajul al treilea adăpostea încăperea clopotelor, având ferestre largi, pe fiecare dintre cele opt laturi, și un acoperiș sub formă de cupolă.

În clădirea turnului se afla și o hrubă secretă pentru adăpostirea odoarelor bisericești în vremuri de primejdie.
După cutremurul din 4 martie 1977 s-au efectuat lucrări de restaurare care au urmărit consolidarea structurii de rezistență a turnului.

### Paraclisul „Sf. Mare Mucenic Gheorghe”

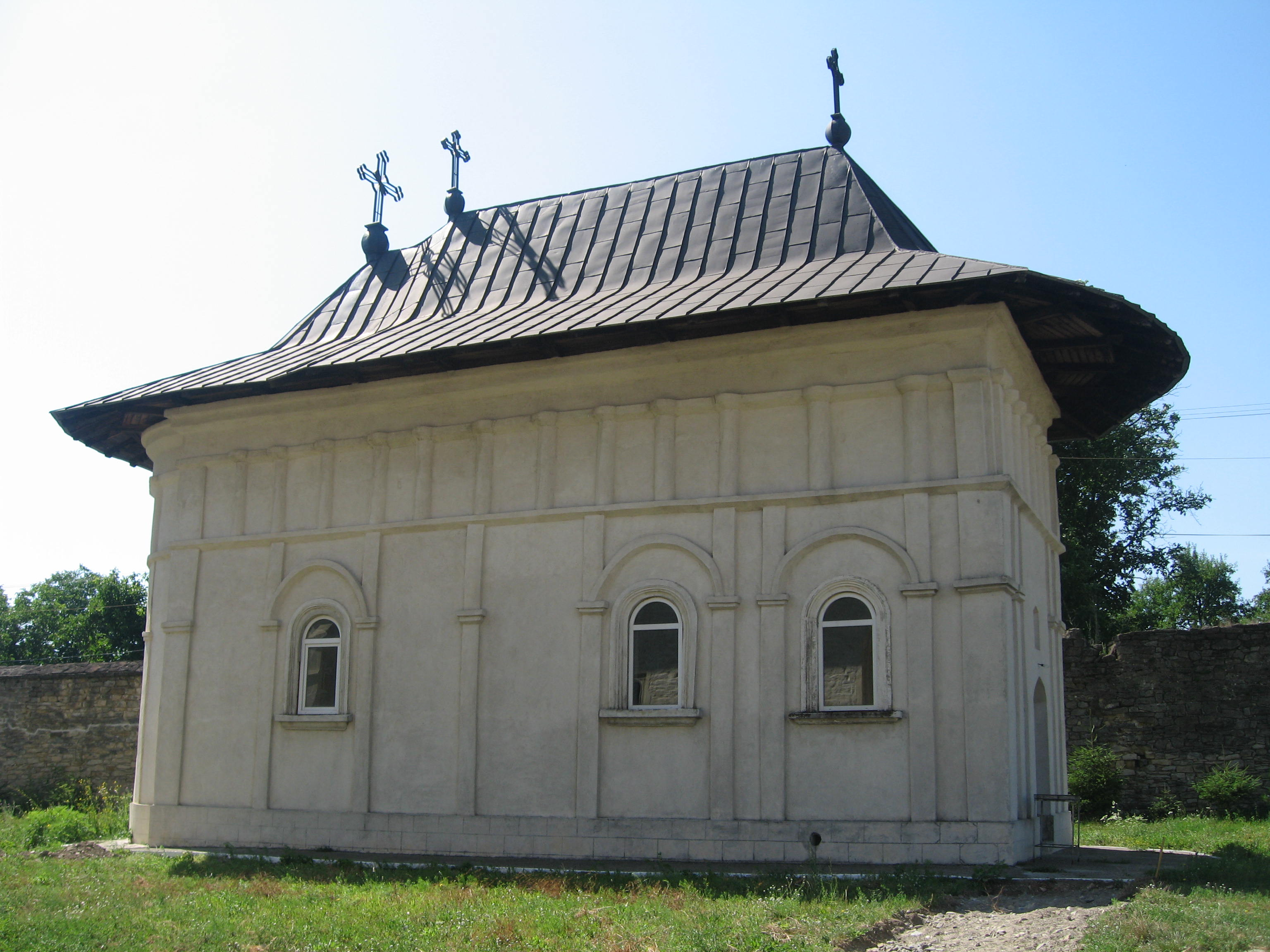
Paraclisul

La 50 metri sud de clădirea bisericii ștefaniene, domnitorul Simion Movilă (1606-1607) și soția sa, Marghita (călugărită cu numele de Melania), au construit în 1607 un paraclis cu hramul "Sf. Gheorghe" pentru a-l înmormânta acolo pe cel de-al șaselea fiu al său, Pavel, mort la o vârstă fragedă. Mormântul fiului său se afla în interiorul  bisericuței, într-o boltă amenajată în peretele de sud. Deasupra mormântului s-a aflat următoarea inscripție în semicerc, în limba slavonă: „Aici este mormântul lui Io Pavel Voievod, preaiubitul fiu al iubitorului de Hristos Io Simeon Moghilă Voievod, care s-a mutat la veșnicile locașuri în anul 7115 (=1607) luna ...”. Deși data decesului (24 mai) nu apare în inscripție, ea poate fi citită pe lespedea funerară. Inscripția de pe piatra de mormânt are următorul text: „Această piatră a făcut-o Io Simeon Moghilă voievod și doamna sa Melania, fiului său iubit Pavel Voievod, care s-a mutat la veșnicile lăcașuri în anul 7115 (1607), luna mai, în 24 zile”.
Unii autori consideră că această piatră de mormânt a fost pusă prin 1619-1620 de către soția lui Simion Movilă, Doamna Marghita, călugărită în 1616 cu numele de Melania și decedată în 1622.
Clădirea paraclisului a fost mărită în 1851, din inițiativa aceluiași egumen Acachie, fiul preotului Stoianovici din Rusciuc, construindu-se o turlă prin spargerea bolții. Tot atunci s-a repictat interiorul de către zugravul Gheorghe Mavrodin. Cu acel prilej, s-a pictat o pisanie cu următorul text: „Nu nouă Doamne, nu nouă, ci numelui Tău dăm slavă, acest sfânt și dumnezeesc lăcaș, s-a zidit a doua oară din nou și zugrăvindu-se de robii lui Dumnezeu arhimandritul Acachie sin erei Stoianoviciu Rusciucliu, egumen acestei sfinte mănăstiri, cu cheltuiala și a dumisale, bătrânul Pavel Stoianoviciu Rusciucliu, spre veșnică pomenire, 1851 oct. 28, pe vremea înaltului domn Grigore Ghica Vodă, cu mâna lui Gheorghe Mavrodin.”
Cutremurul din 4 martie 1977 a dus la fisurarea gravă a clădirii paraclisului. Biserica a fost închisă pentru consolidare, iar icoanele și catapeteasma din lemn de tisă și poleită cu aur au fost duse în 1980 la Muzeul Mănăstirii Golia pentru a fi restaurate. La cutremurul din iunie 1986, paraclisul s-a dărâmat, rămânând în picioare doar peretele vestic și o parte din pereții de la nord și sud. În perioada 1990-1992, bisericuța a fost refăcută pe vechea fundație, păstrându-se planul arhitectonic inițial.
Biserica-paraclis avea plan treflat. Inițial, zidurile paraclisului începeau direct de pe pământ, fără nici un fel de fundație, iar fațadele erau lipsite de ornamentații. Noua construcție se sprijinea pe un soclu de piatră cioplită, având patru ferestre mari, iar fațadele au fost ornamentate.
Interiorul său era compartimentat în trei încăperi: pronaos (gropniță), naos și altar. Pereții interiori au fost pictați în stil neoclasic, dar cu pigmenți de slabă calitate, ceea ce a dus la degradarea în timp a picturii. Se remarca portretul funerar al tânărului Pavel Movilă, pictat în veșmânt de ceremonie, încoronat și ținând o garoafă în mână. Lăcașul de cult avea o catapeteasmă din lemn de tisă, poleită cu aur, având dimensiuni mai mici.

### Casa familiei Racoviță

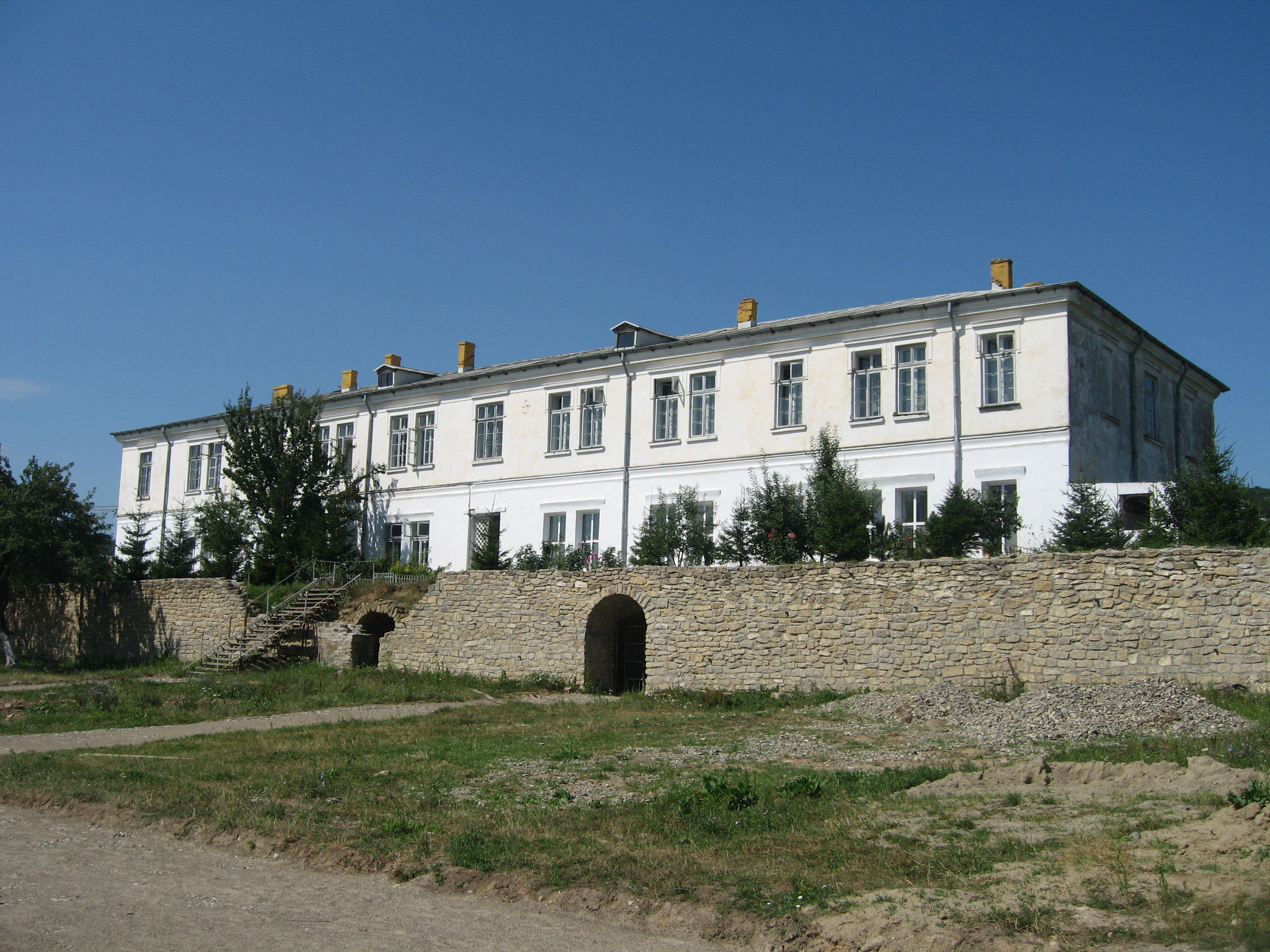
Casa familiei Racoviță

În incinta mănăstirii, la 70 de metri vest de biserică, hatmanul Nicolae Racoviță a construit începând din anul 1663 o clădire masivă cu pivnițe mari, căreia i s-a adăugat ulterior un etaj. Clădirea a fost folosită de călugări până în 1863.
În această clădire au funcționat după secularizarea averilor mănăstirești o pușcărie (1865-1900), un orfelinat de fete (1900-1903), o școală de agricultură (1903-1930) și o școală și atelier de împletit coșuri din răchită a Inspectoratului Silvic Iași (1948-1970). Începând din anul 1990, aici s-au amenajat chiliile călugărilor, trapeza și un mic paraclis.

### Bustul lui Ștefan cel Mare și Sfânt
În anul 2004, a fost amplasat în incinta mănăstirii un bust de bronz al lui Ștefan cel Mare și Sfânt, realizat de sculptorul ieșean Dan Covătaru.

## Imagini

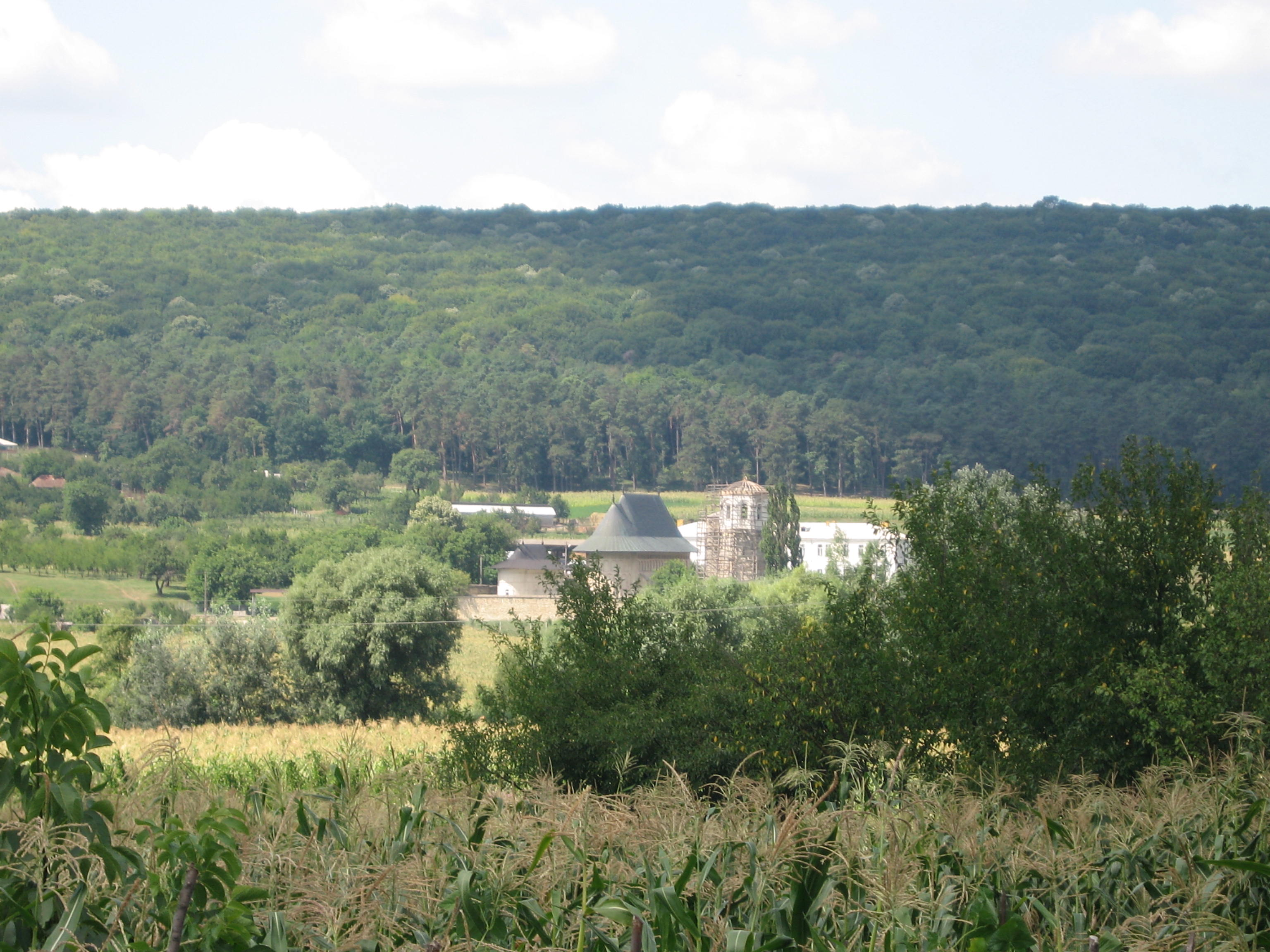
Vedere de departe a Mănăstirii Dobrovăț
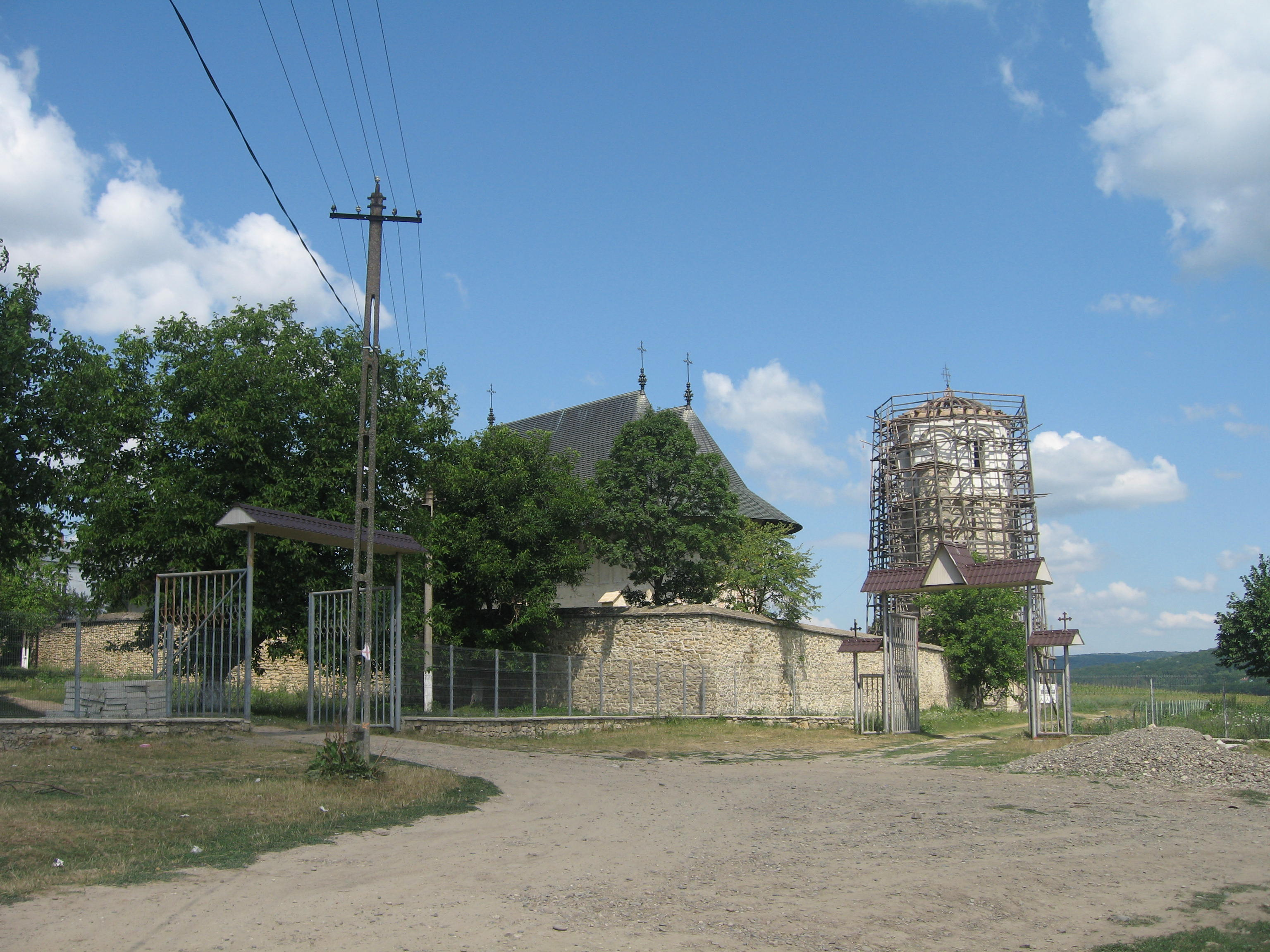
Mănăstirea Dobrovăț
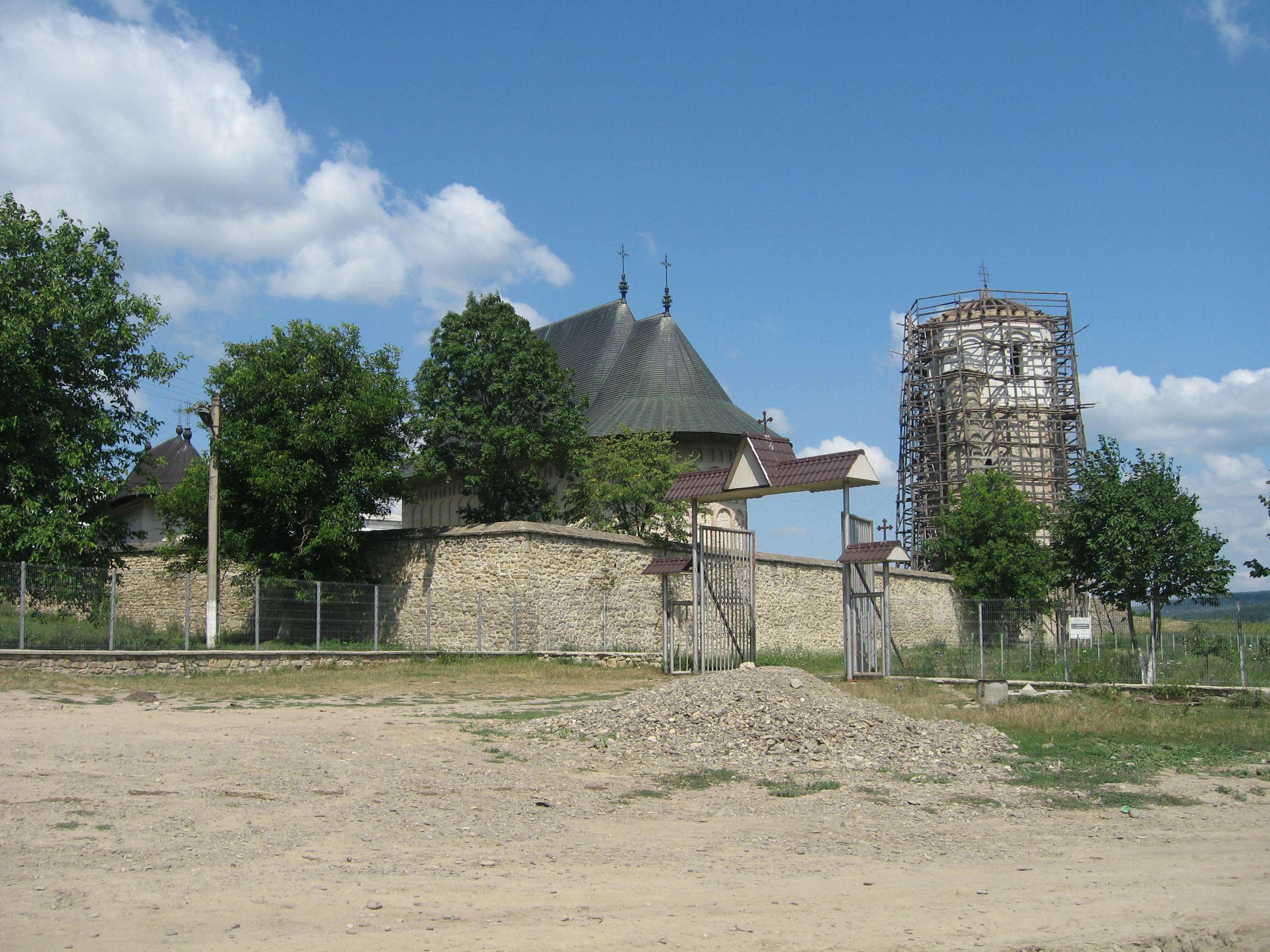
Mănăstirea Dobrovăț
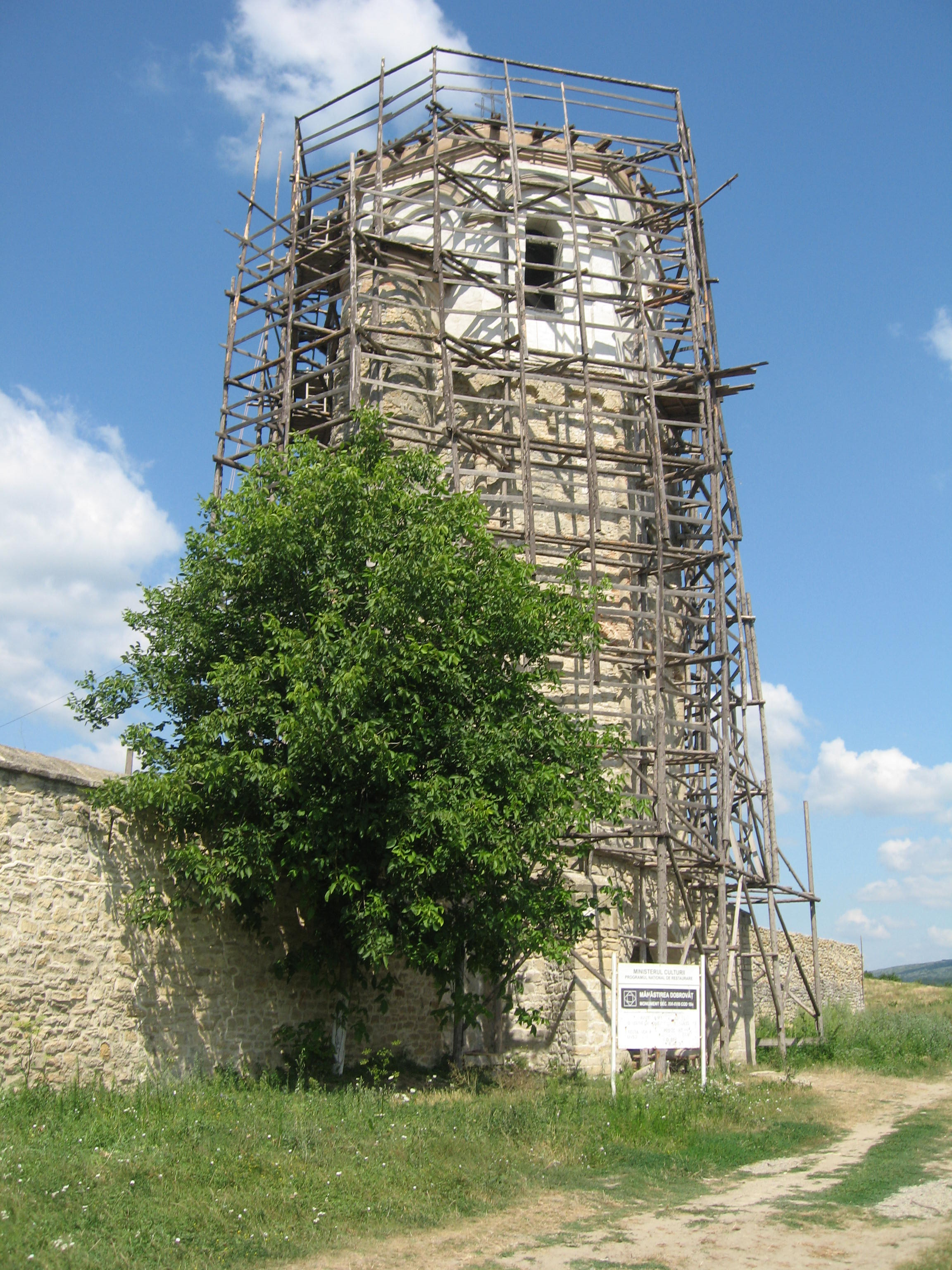
Turnul clopotniță văzut din exteriorul mănăstirii
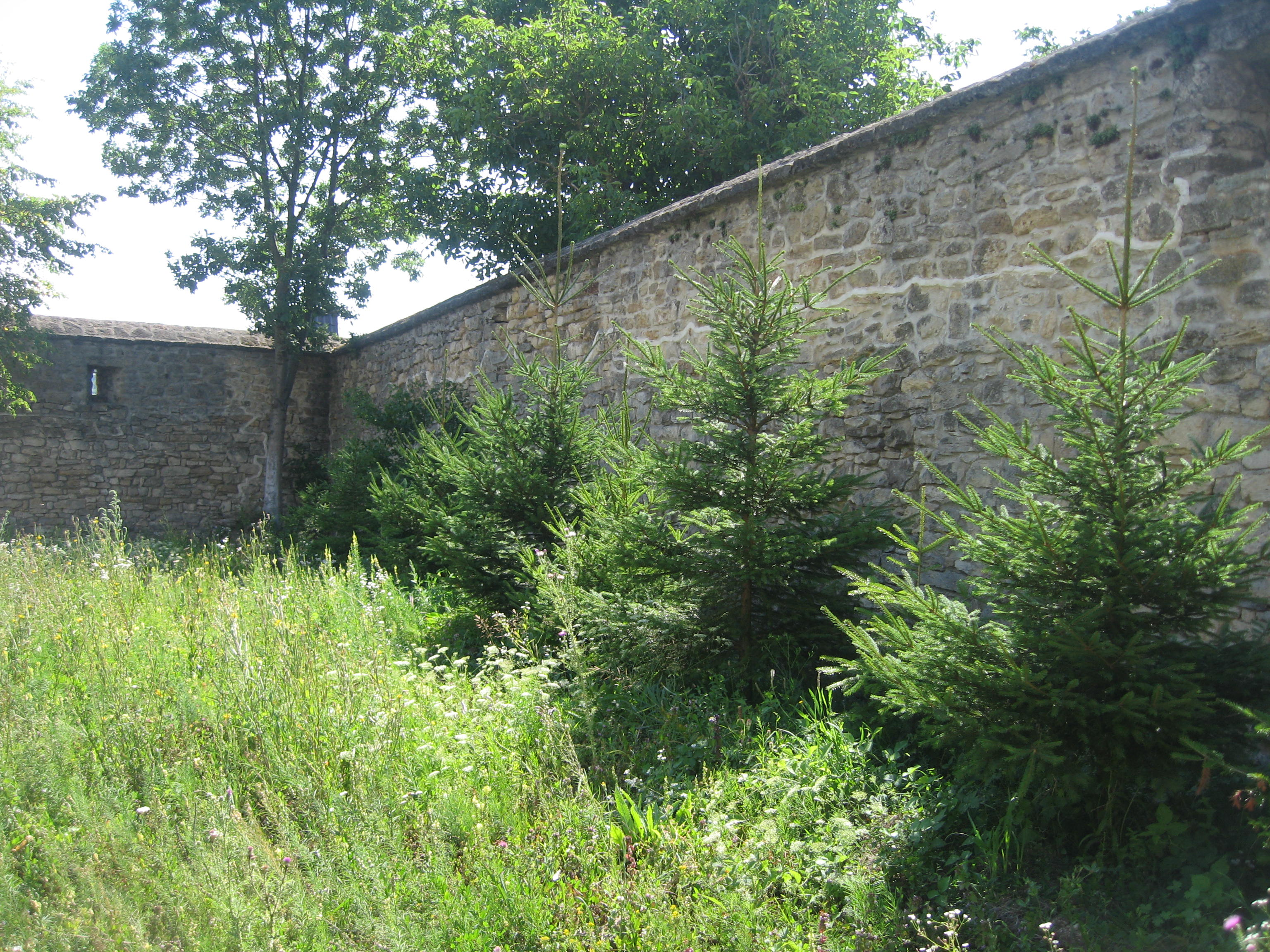
Zid de incintă
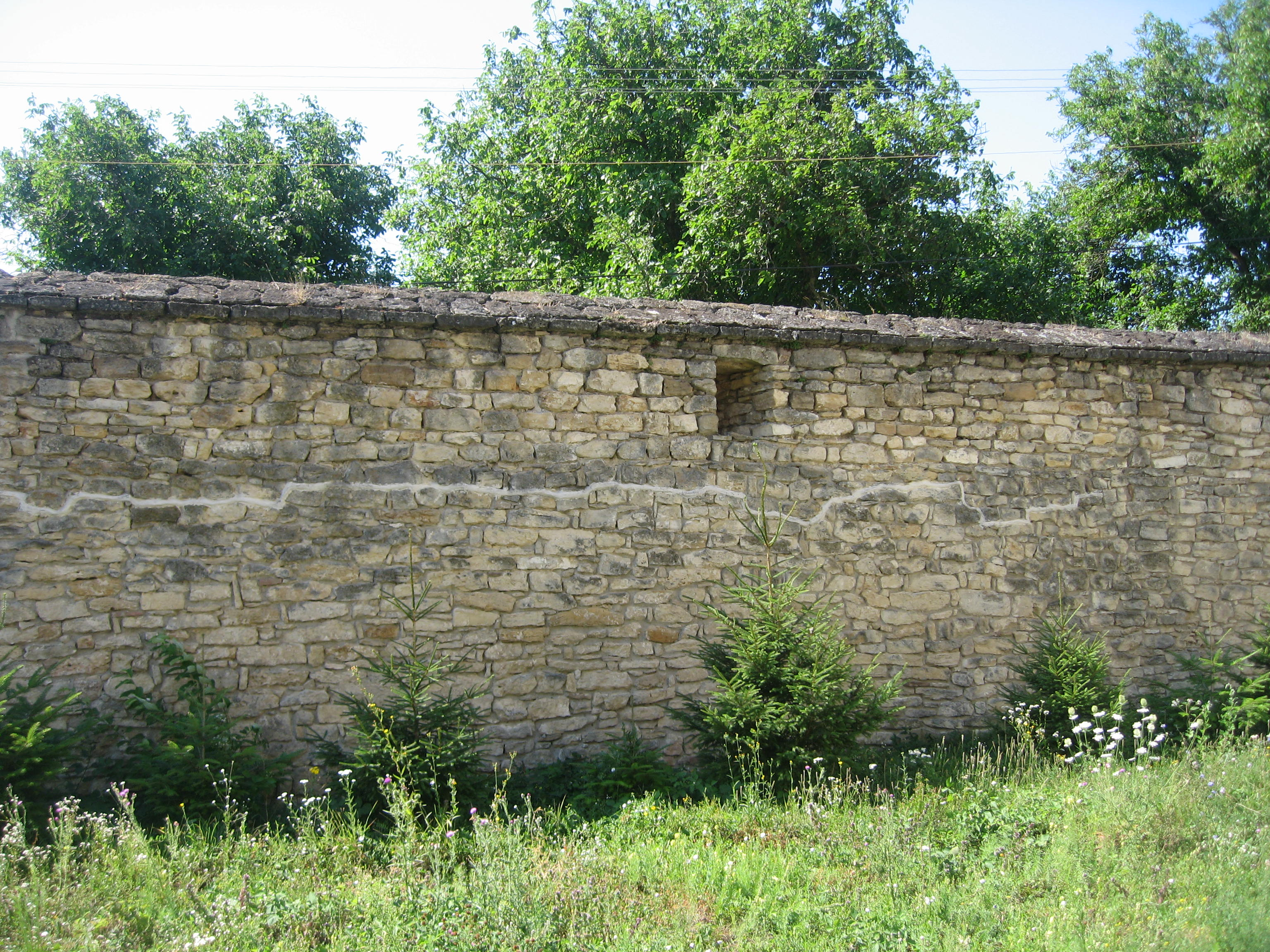
Zid de incintă
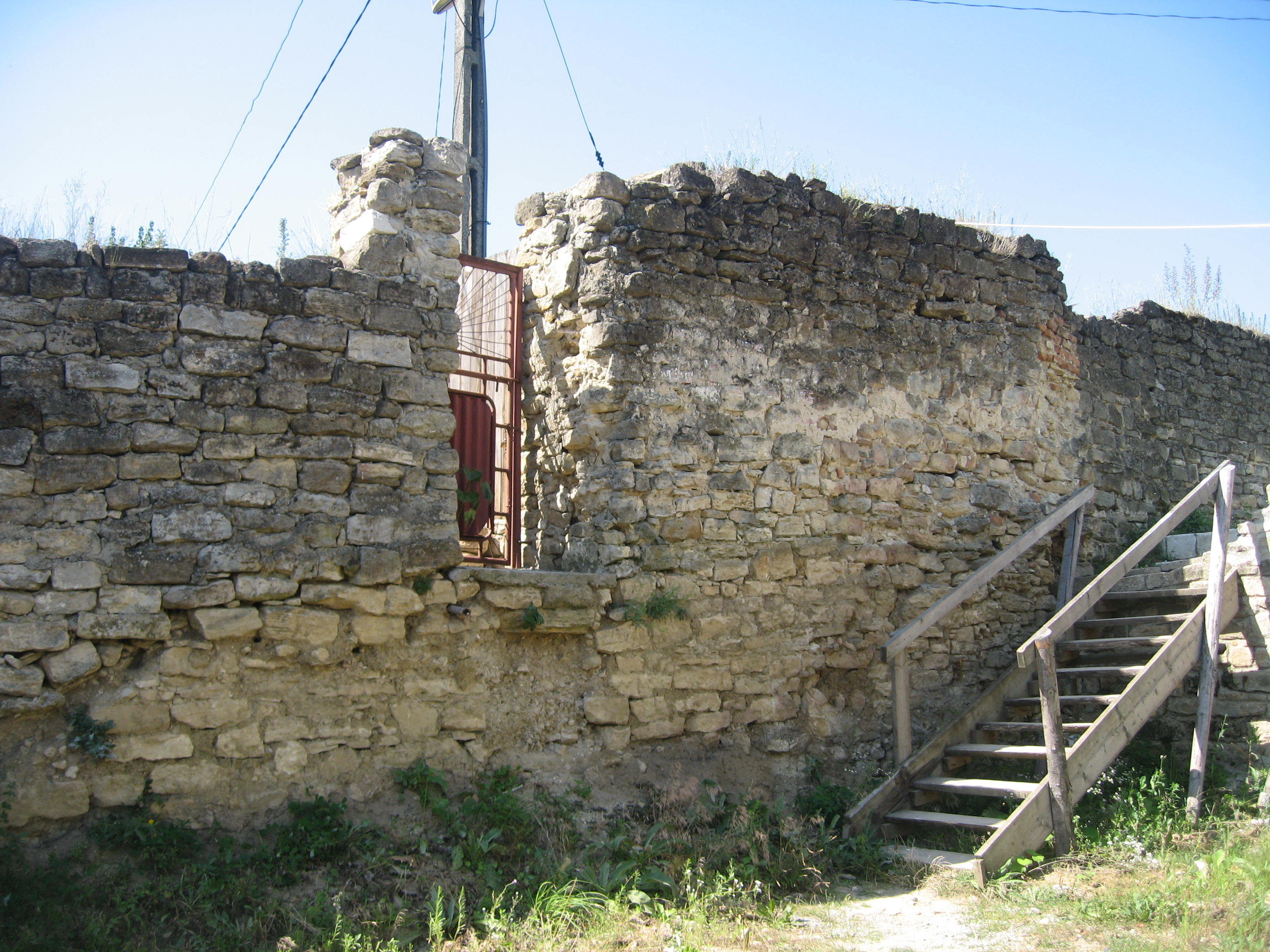
Zid de incintă
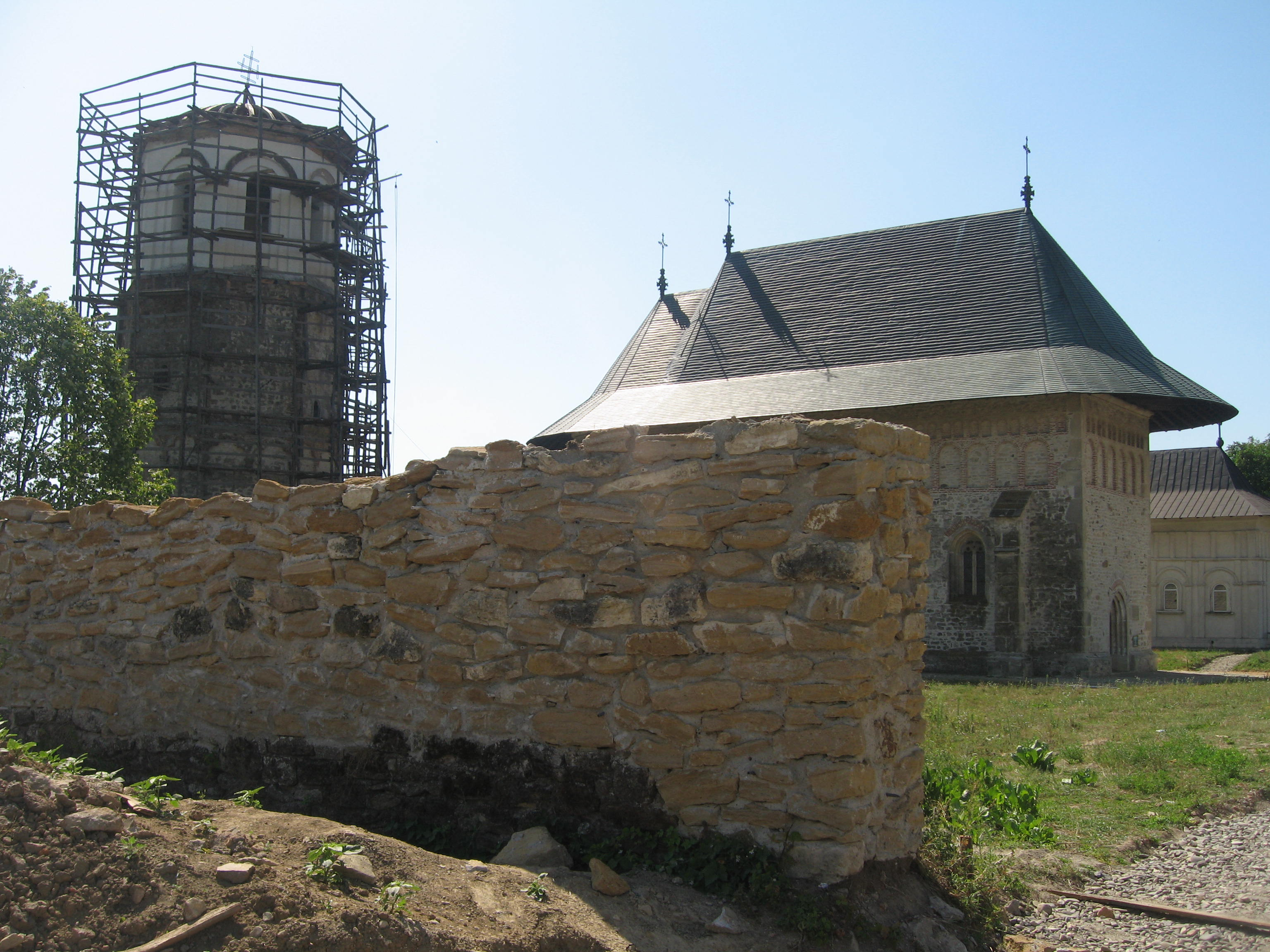
Biserica și turnul clopotniță
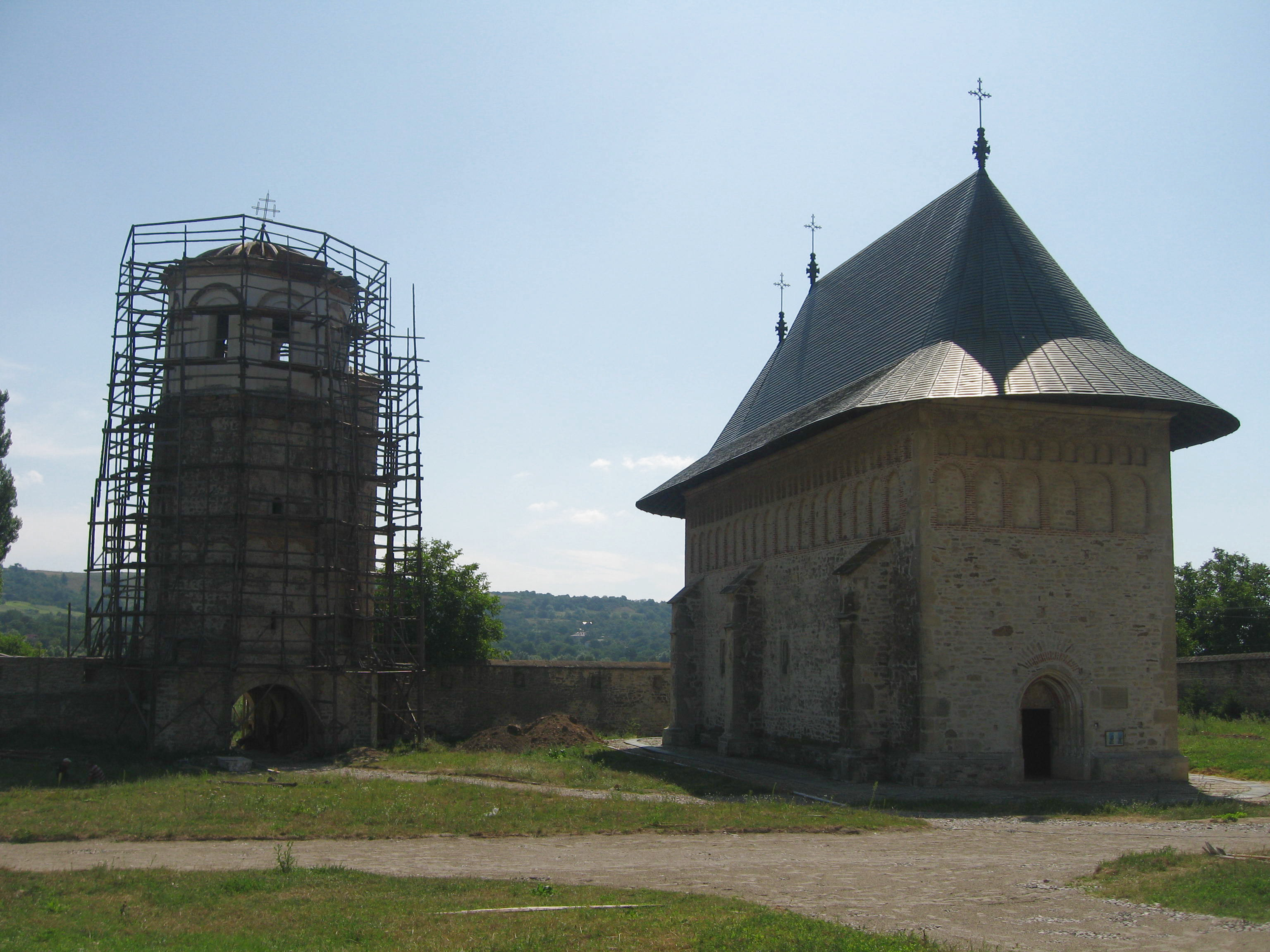
Biserica și turnul clopotniță
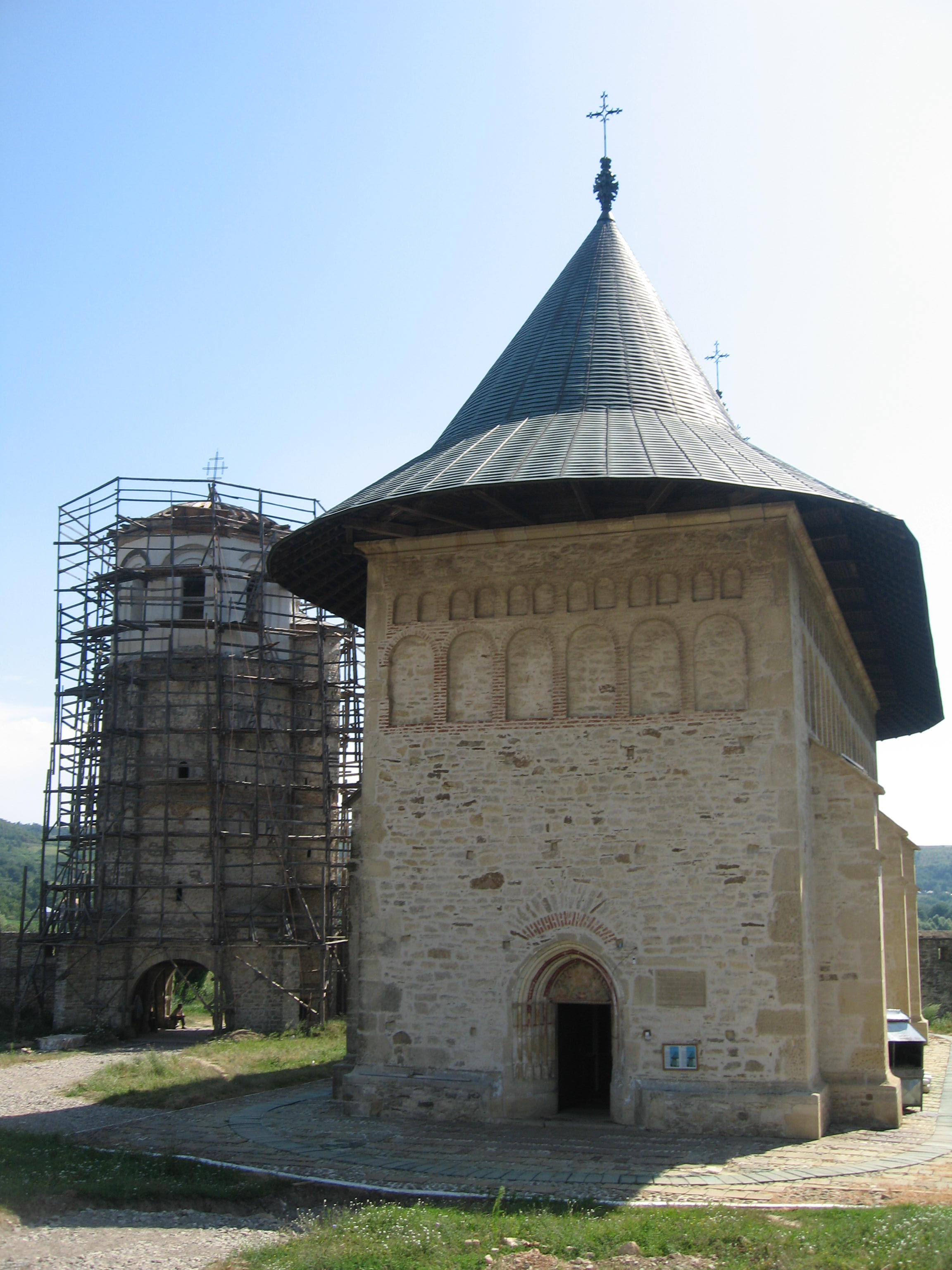
Biserica și turnul clopotniță
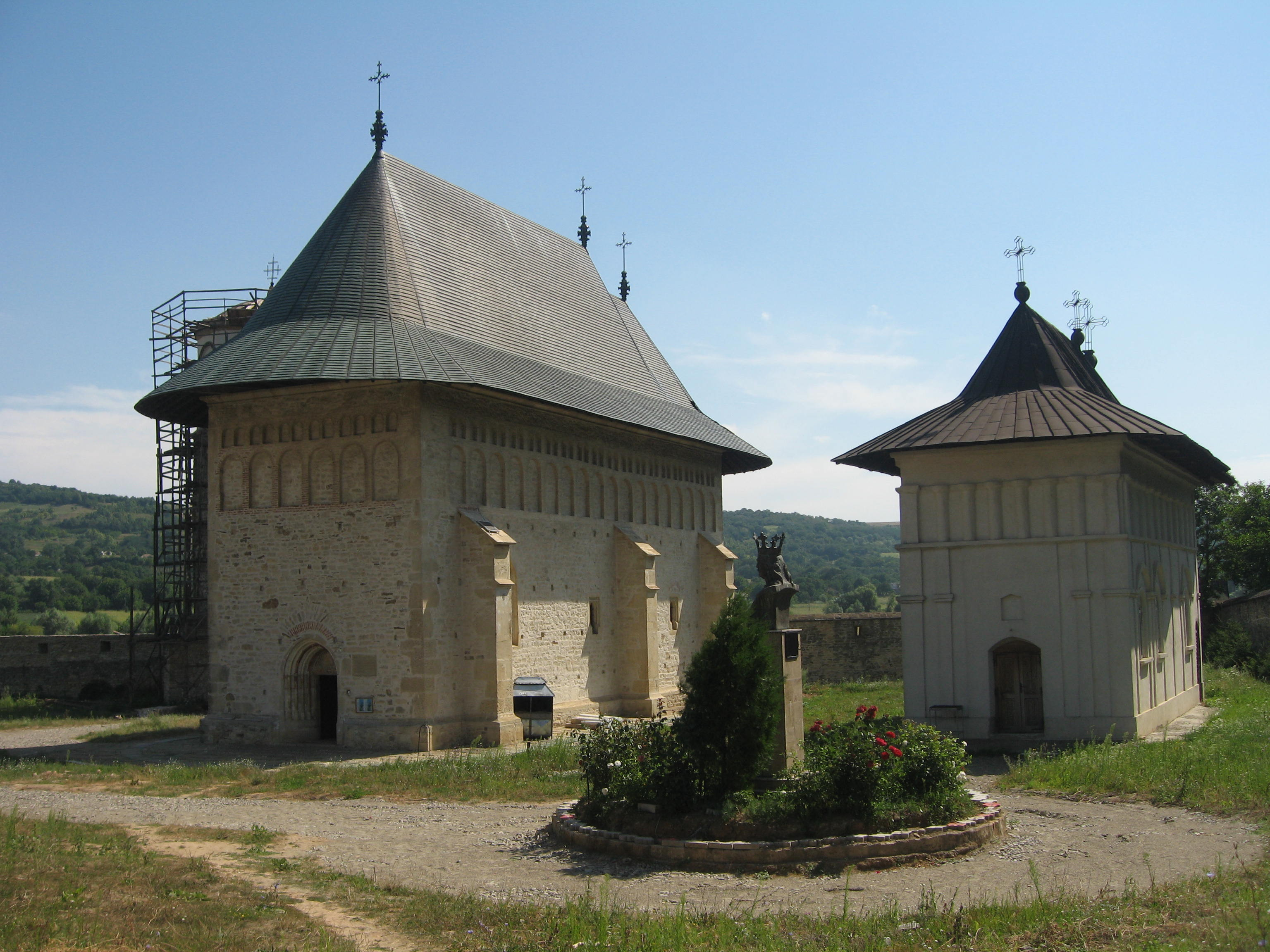
Biserica, paraclisul și bustul lui Ștefan cel Mare
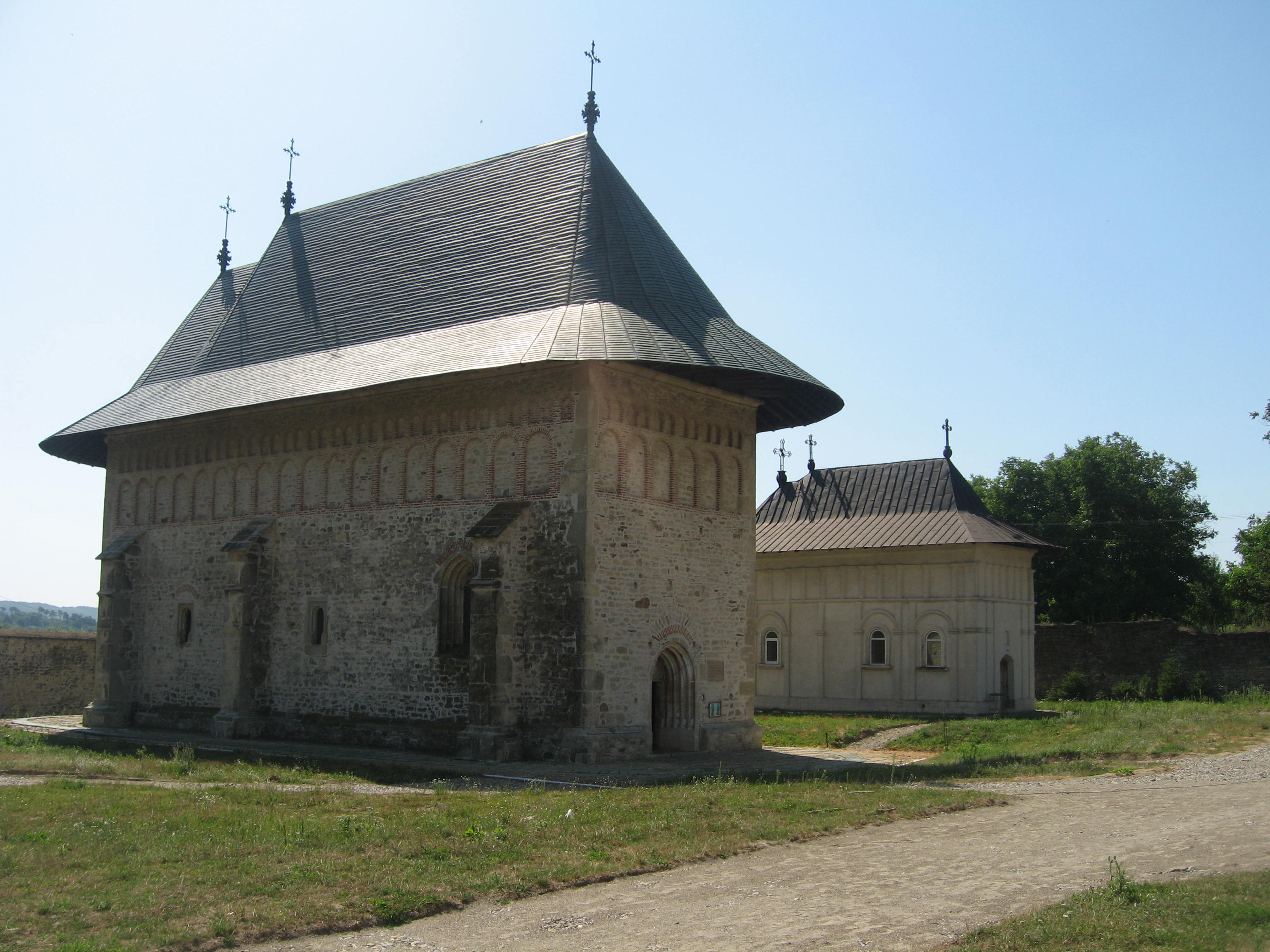
Biserica și paraclisul
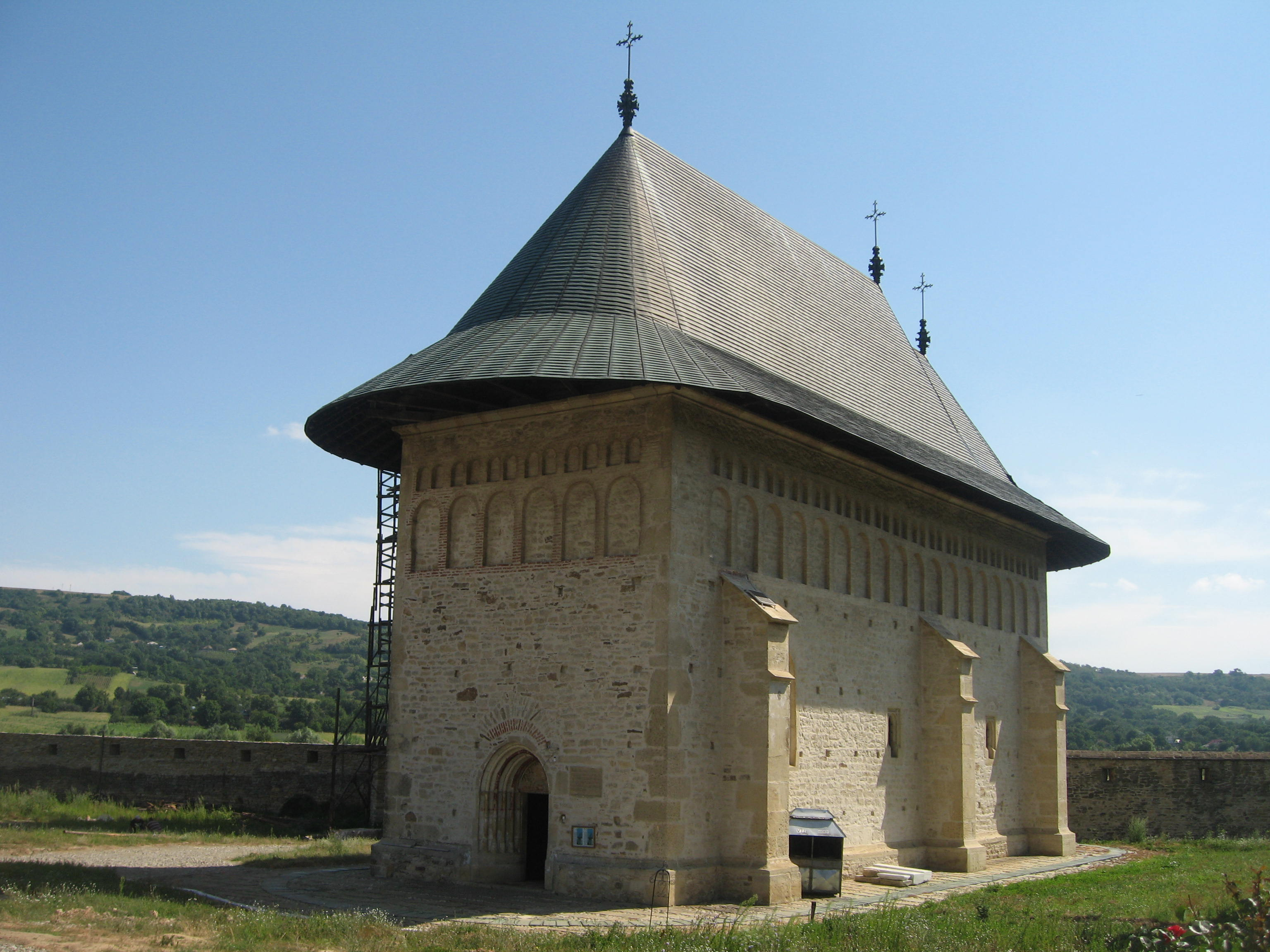
Biserica
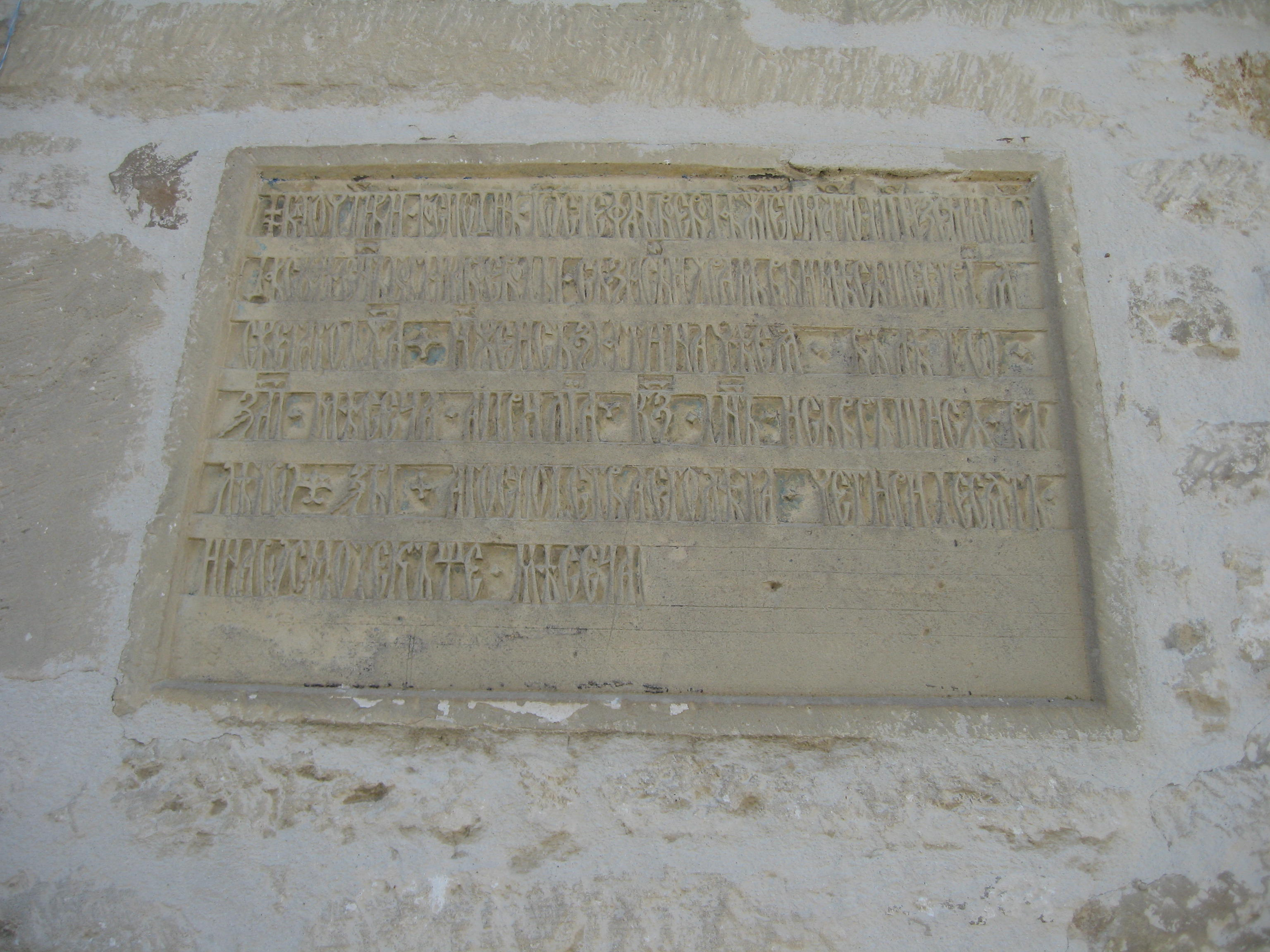
Pisania în limba slavonă
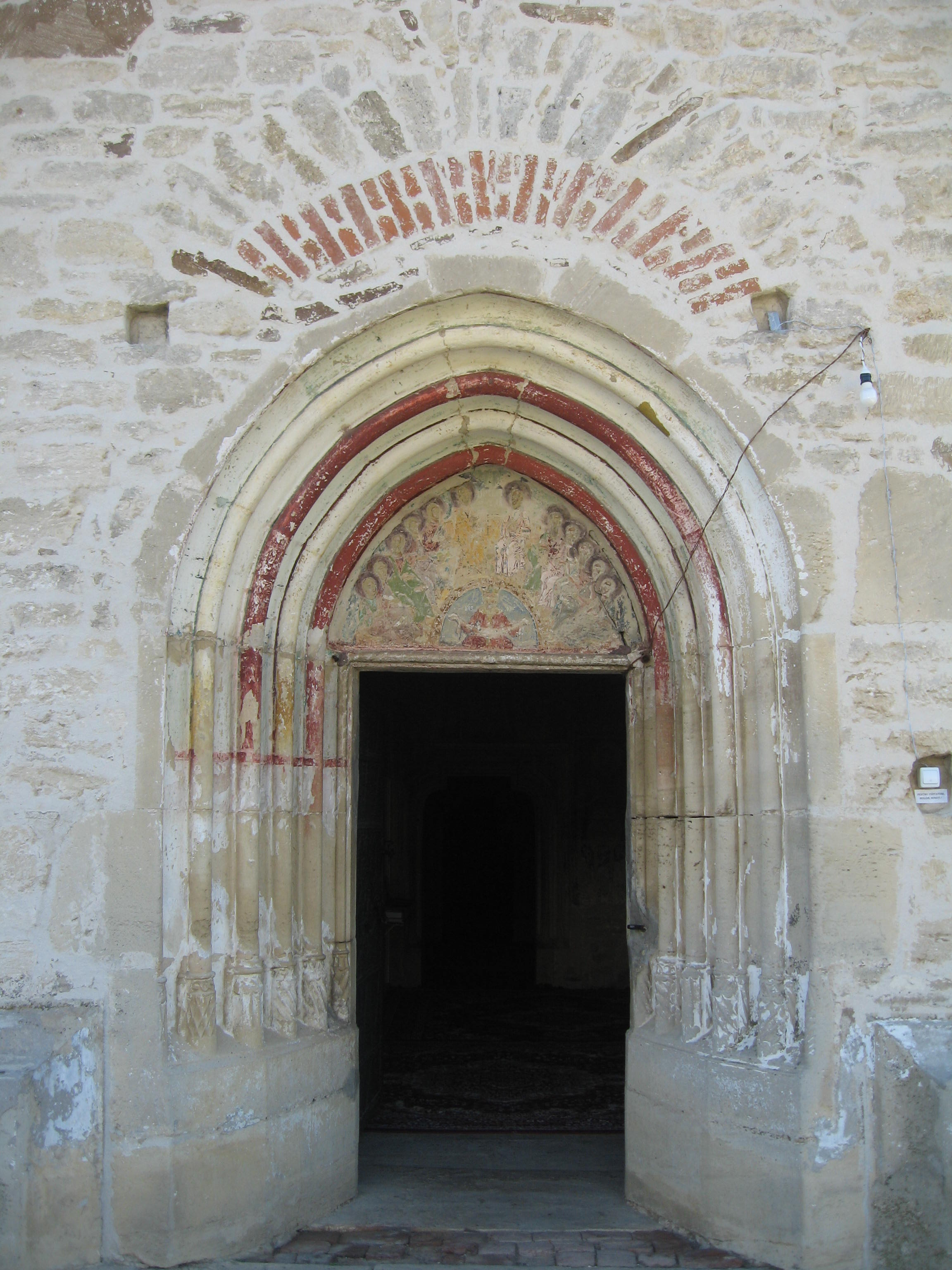
Prtalul de intrare în biserică
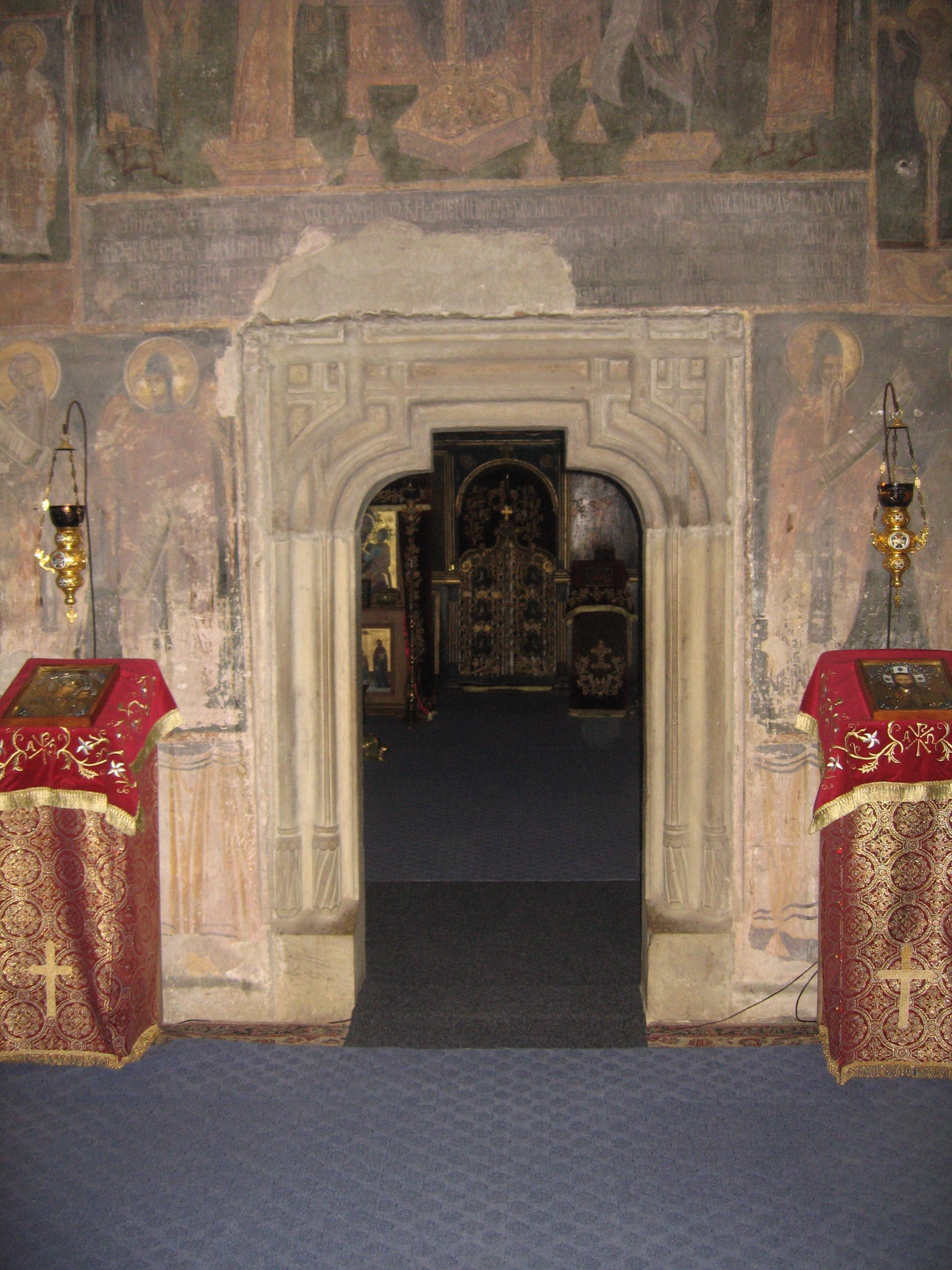
Peretele dintre gropniță și naos
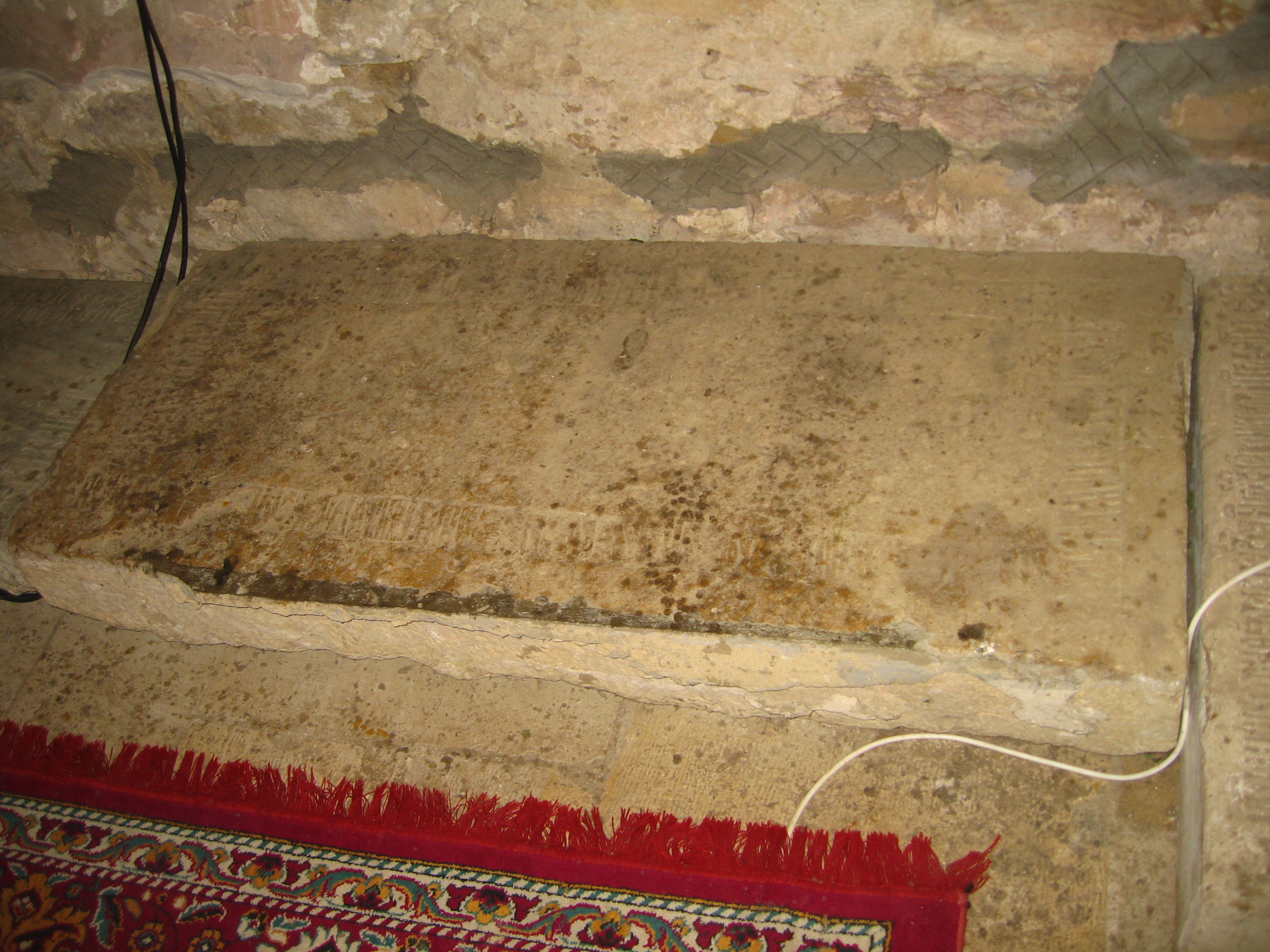
Piatra funerară a Doamnei Nastasia, soția lui Bogdan al III-lea
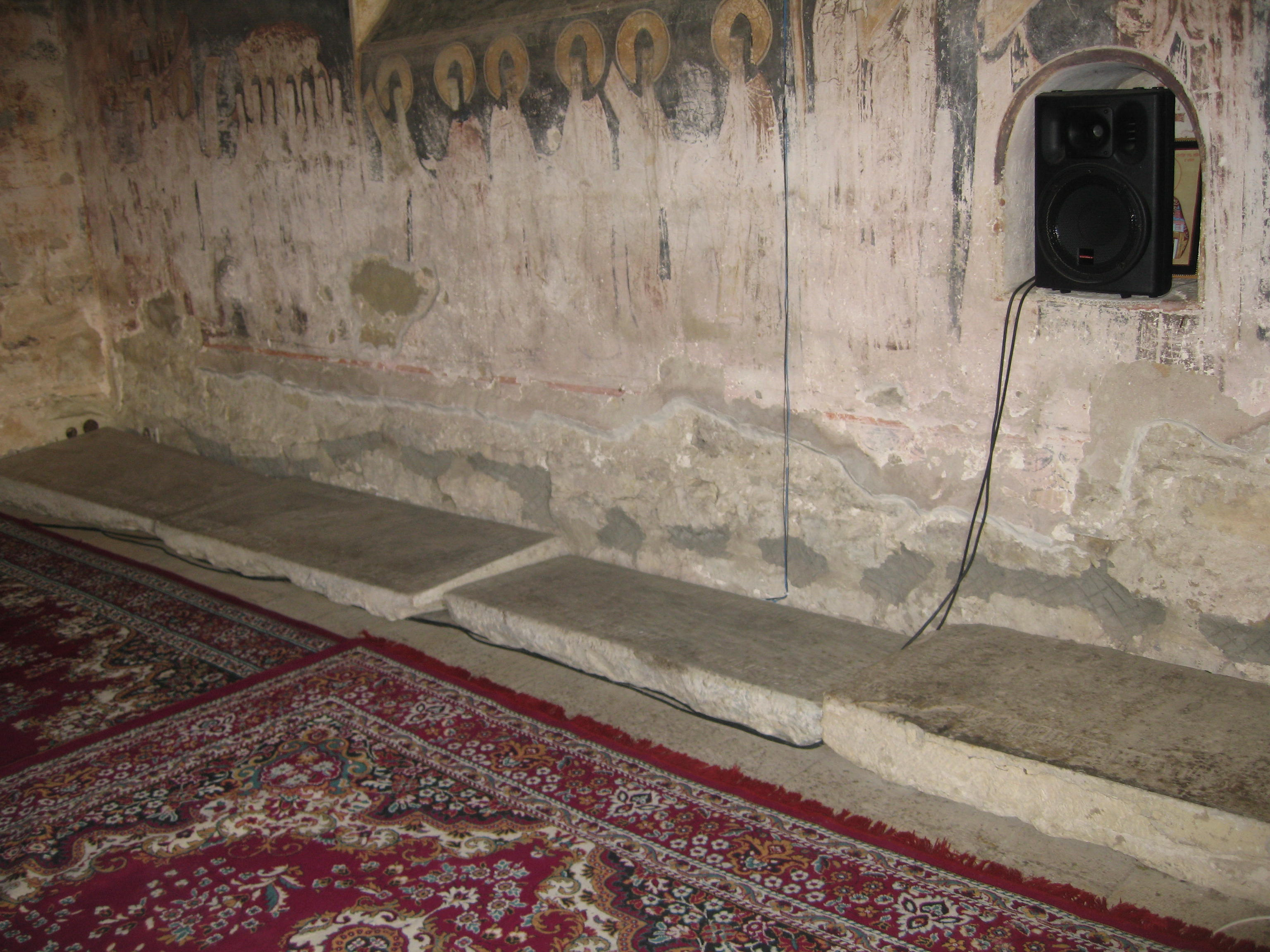
Pietre funerare în biserică
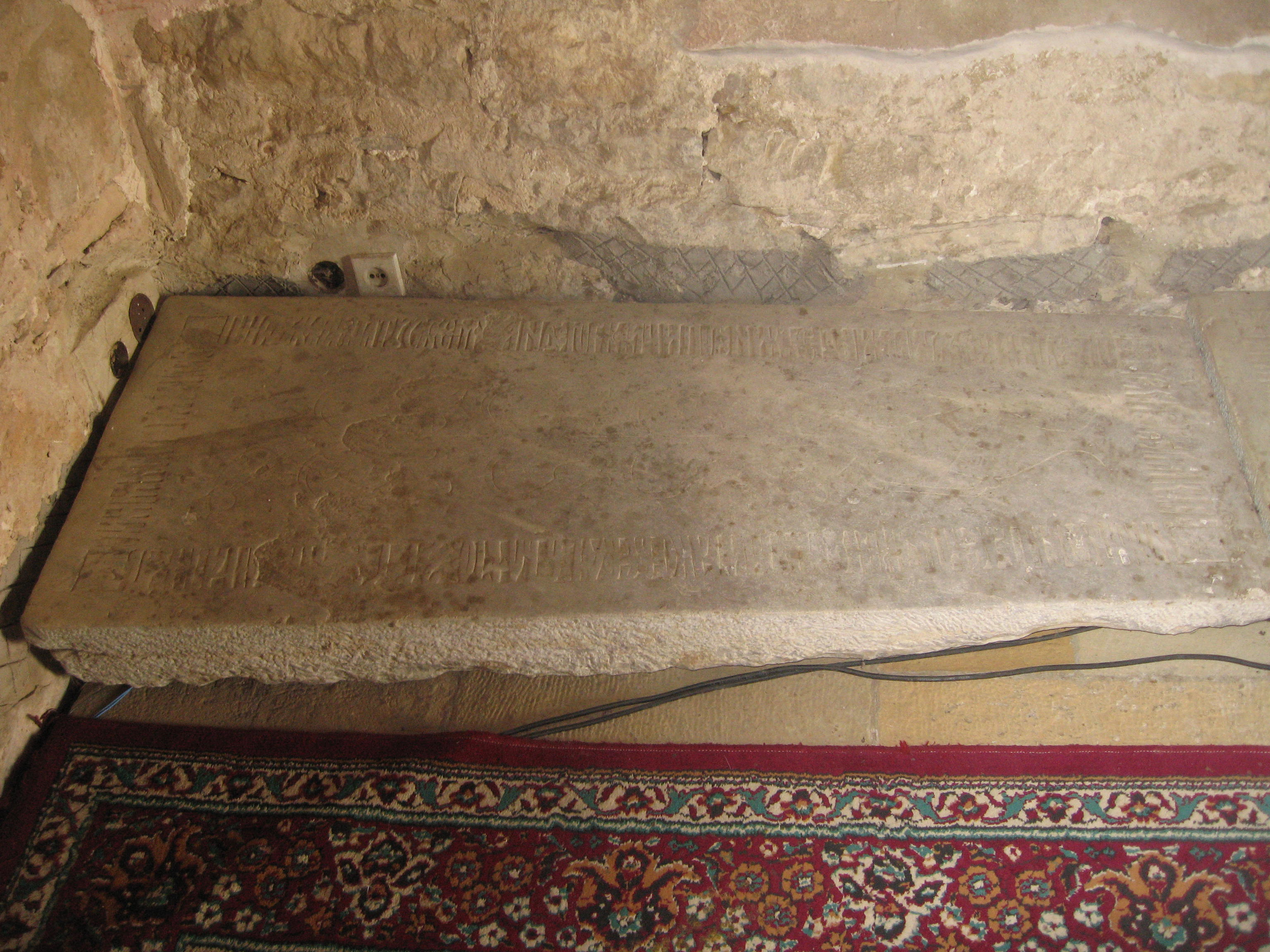
Piatră funerară în biserică
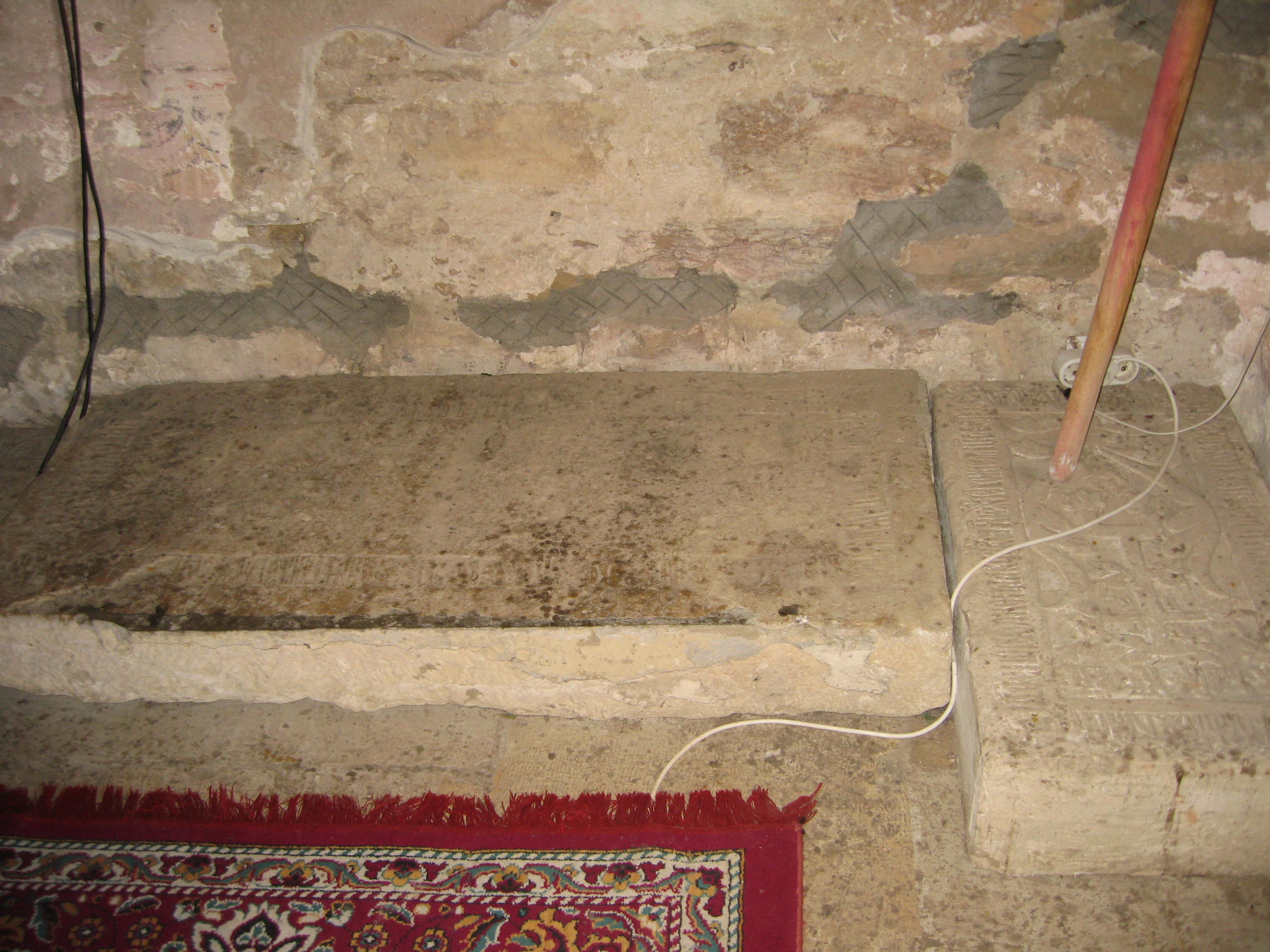
Pietre funerare în biserică
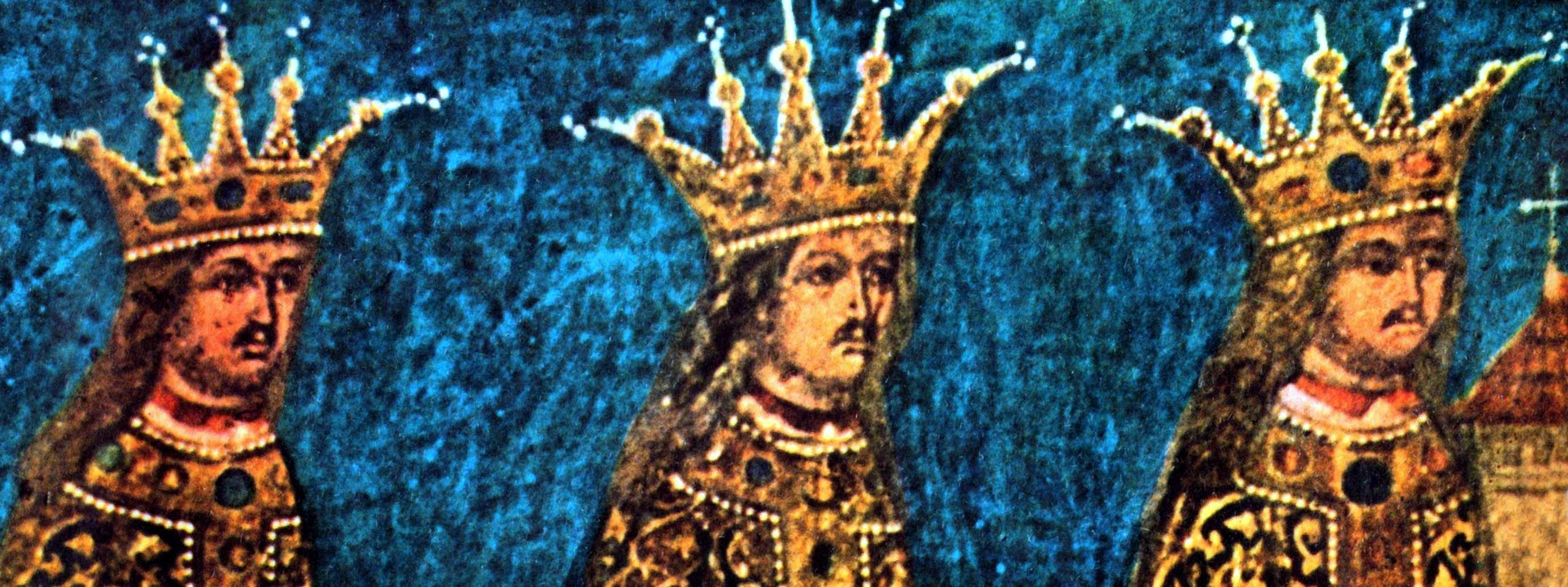
Petru Rareș, Bogdan al III-lea și Ștefan cel Mare - Frescă de la Mănăstirea Dobrovăț
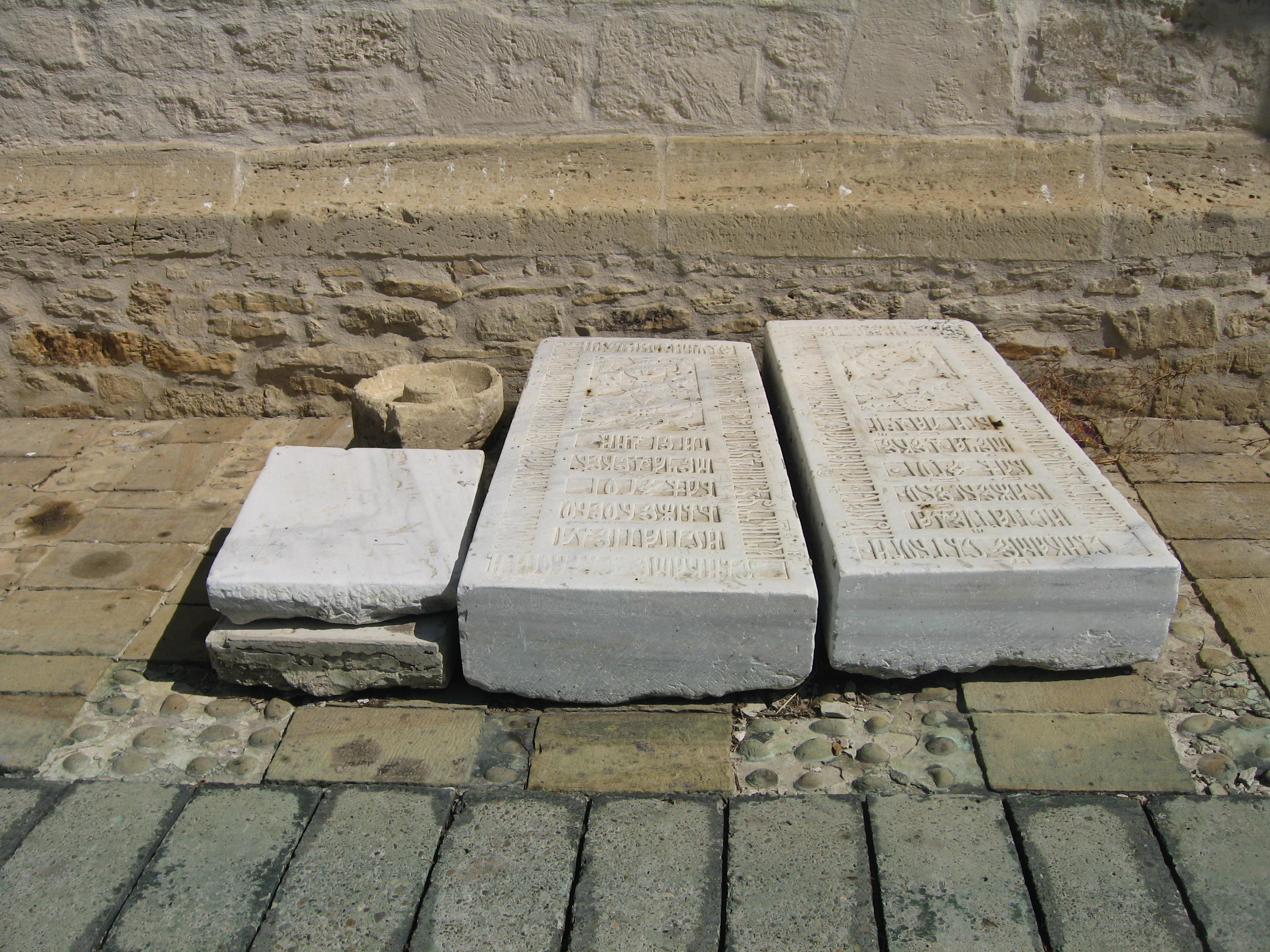
Pietre de mormânt în exteriorul bisericii
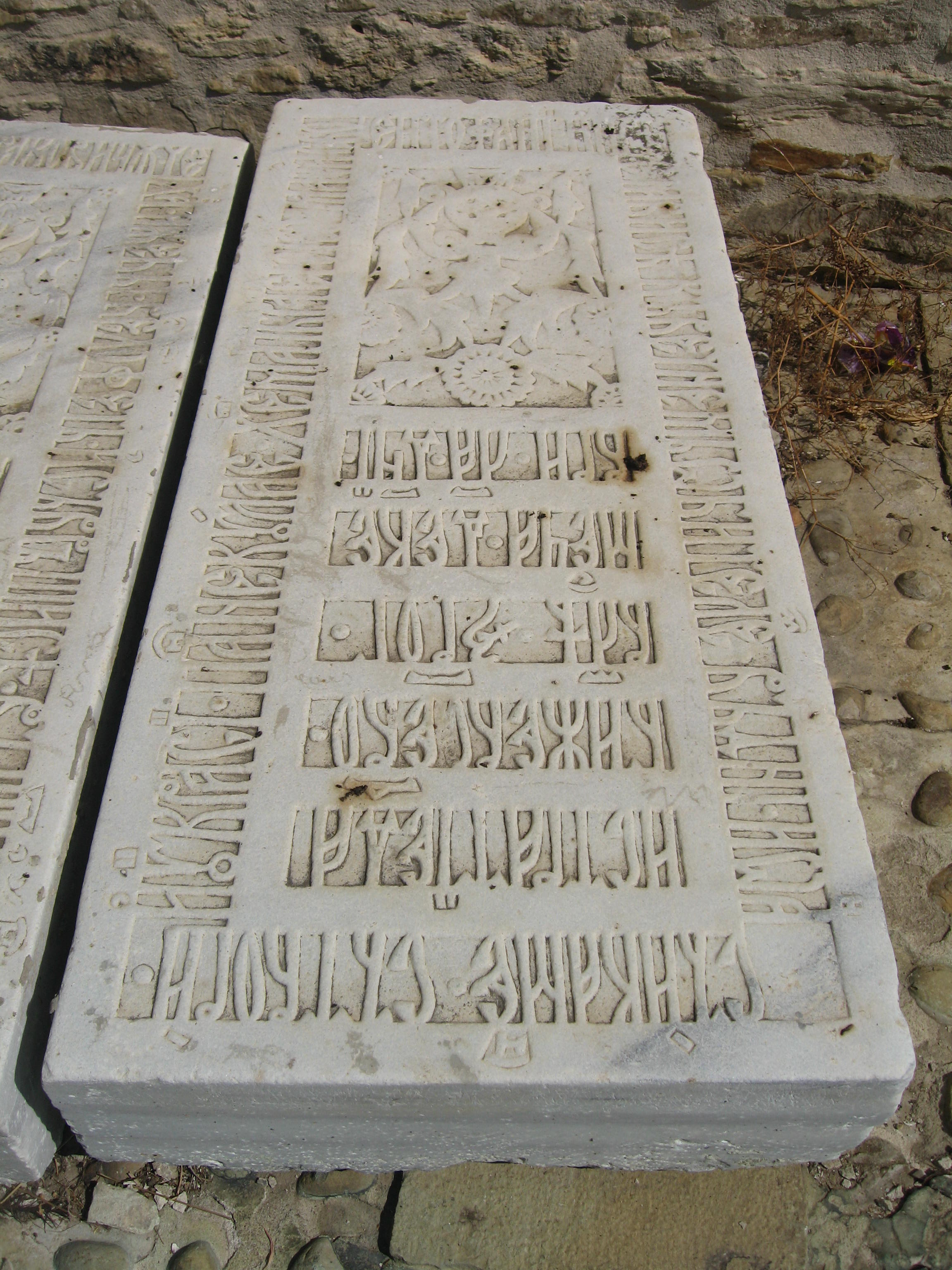
Piatră de mormânt din afara bisericii
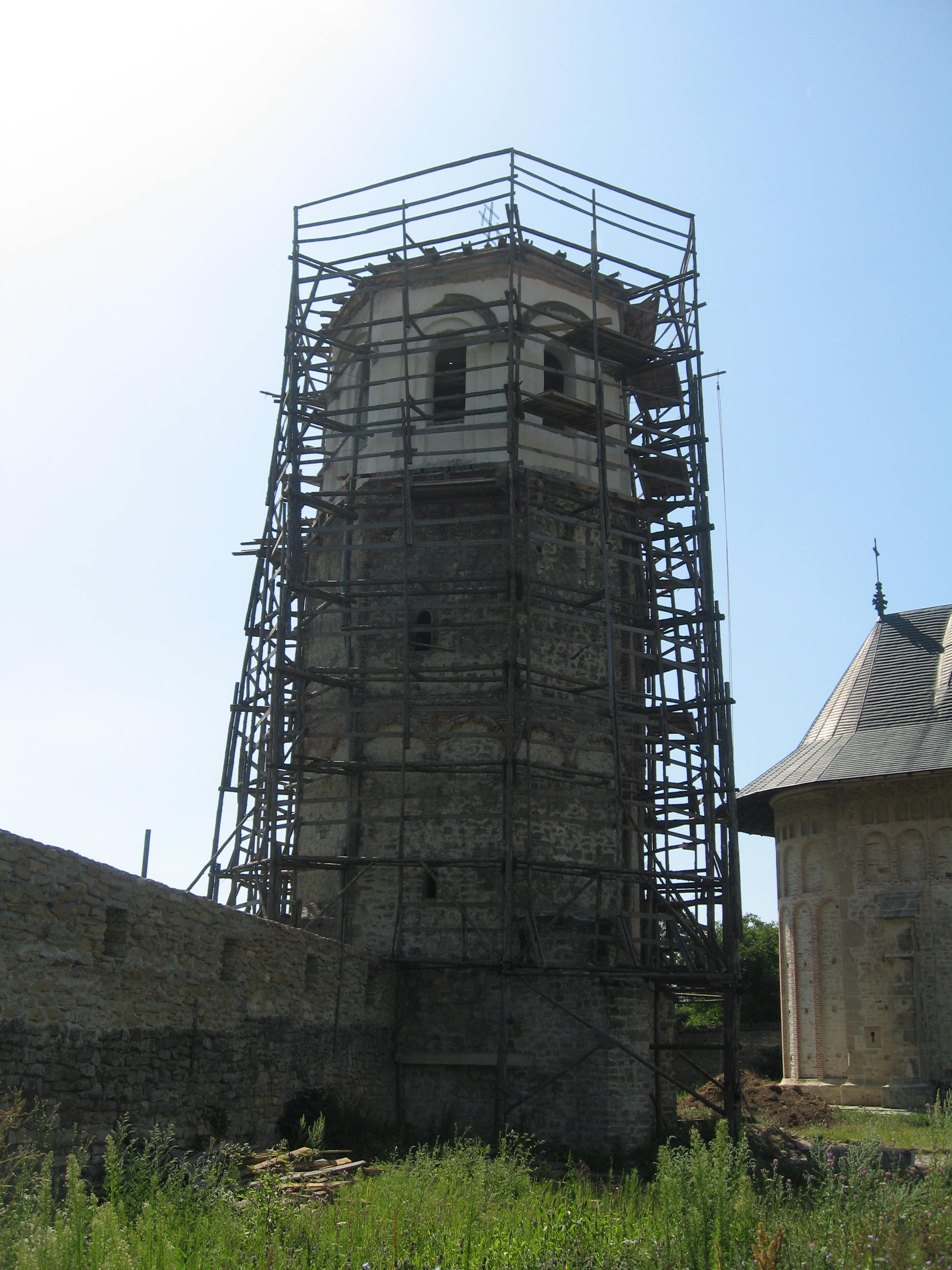
Turnul clopotniță
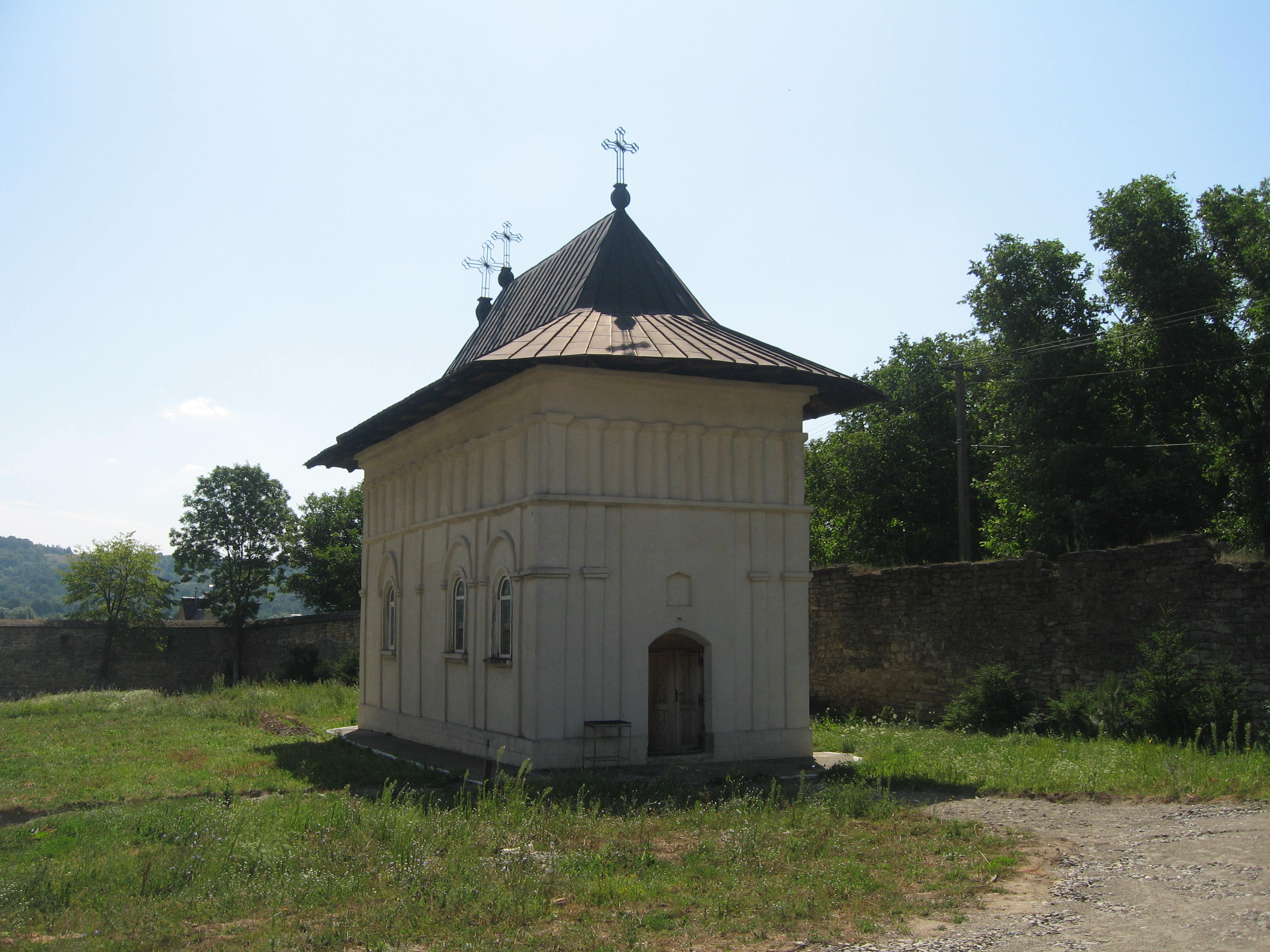
Paraclisul
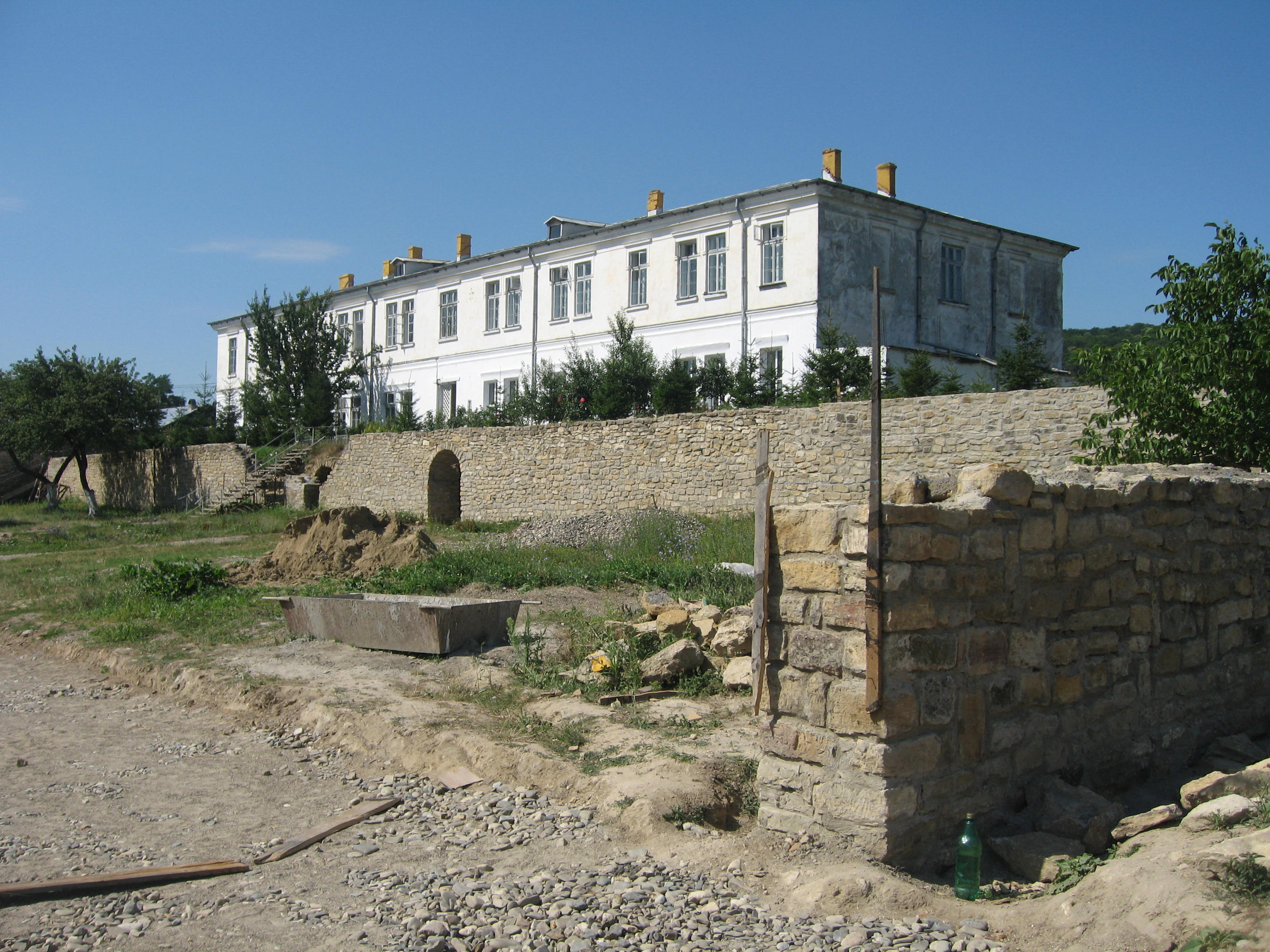
Casa familiei Racoviță
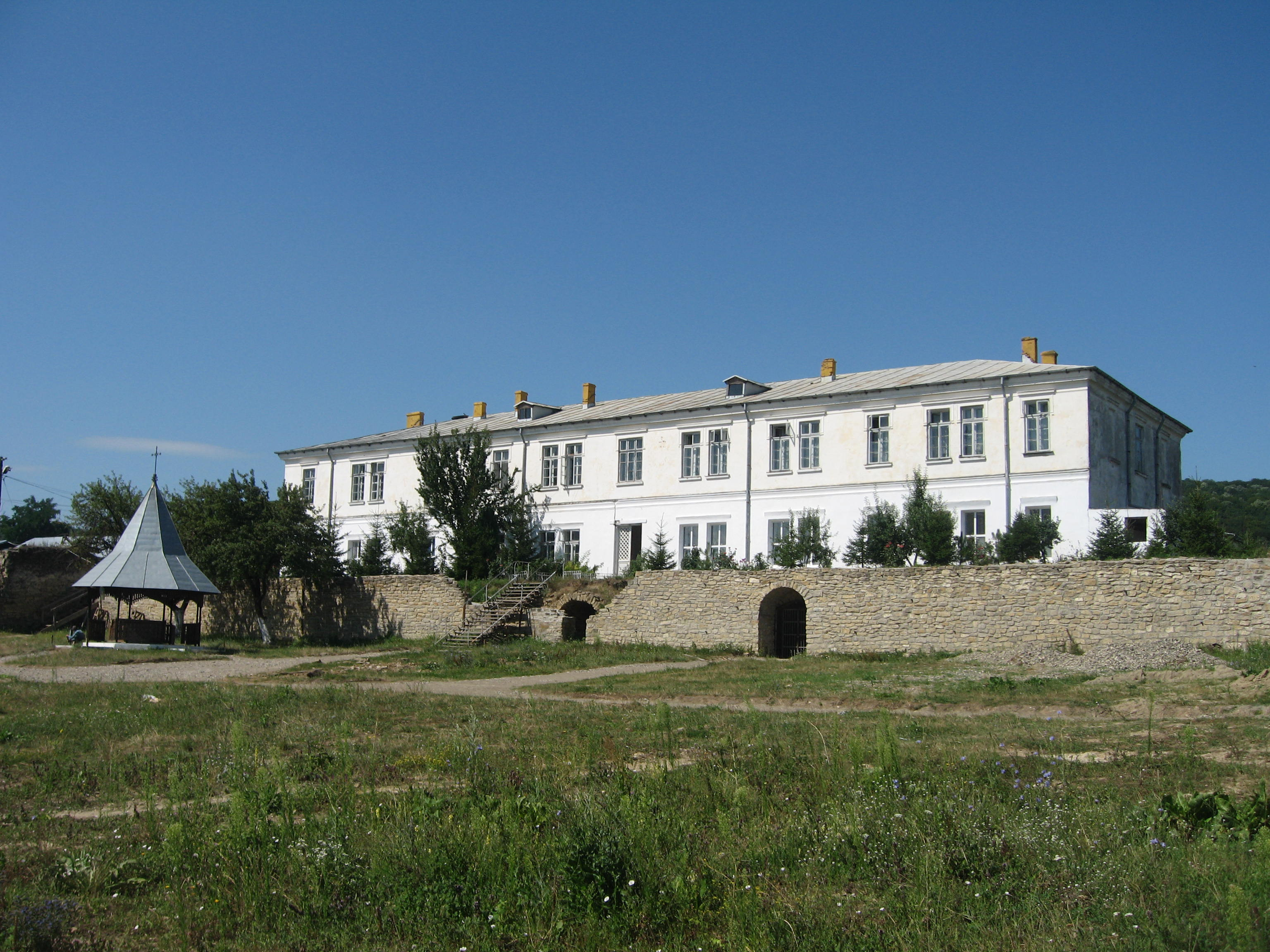
Casa familiei Racoviță
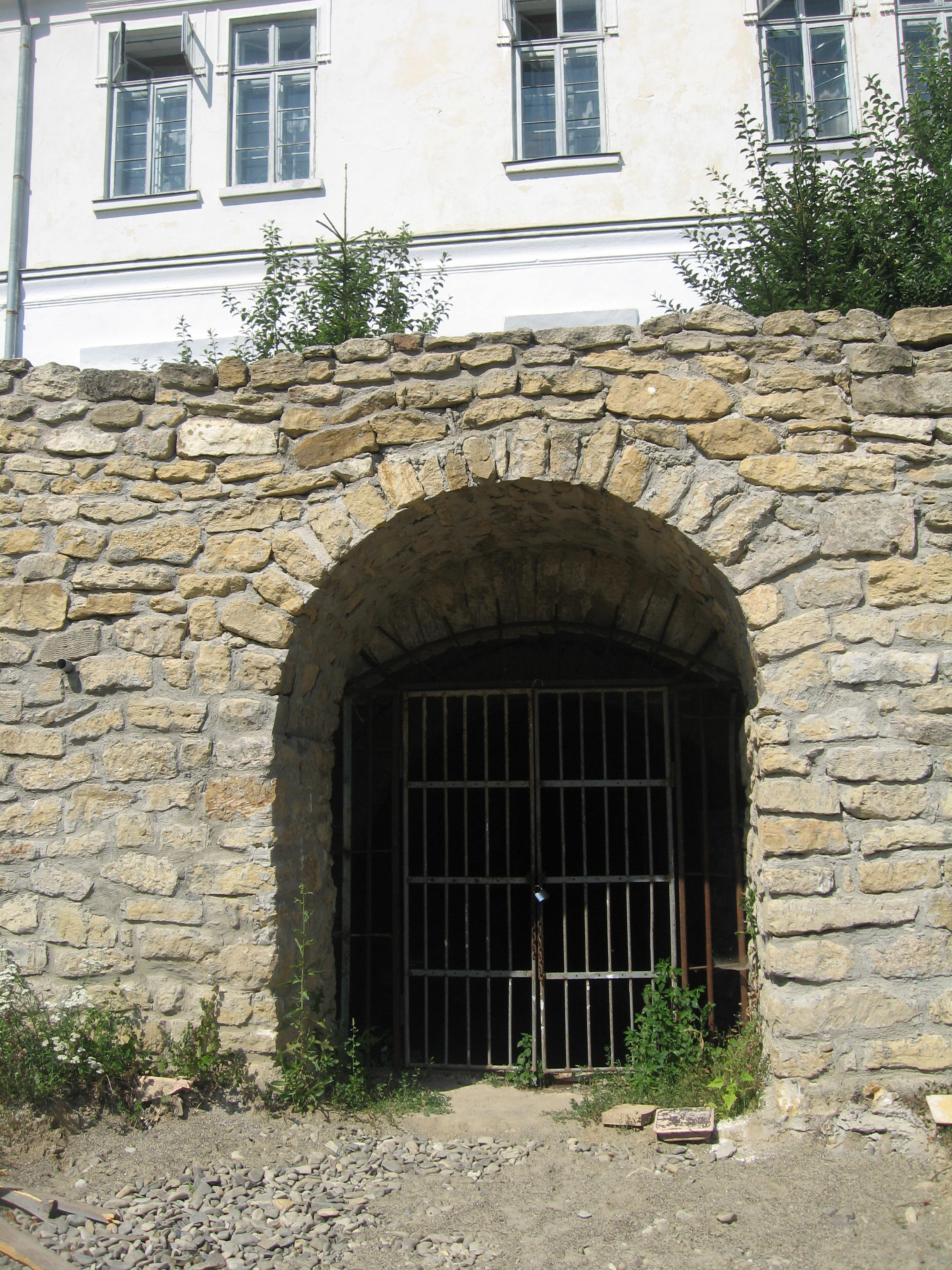
Pivniță
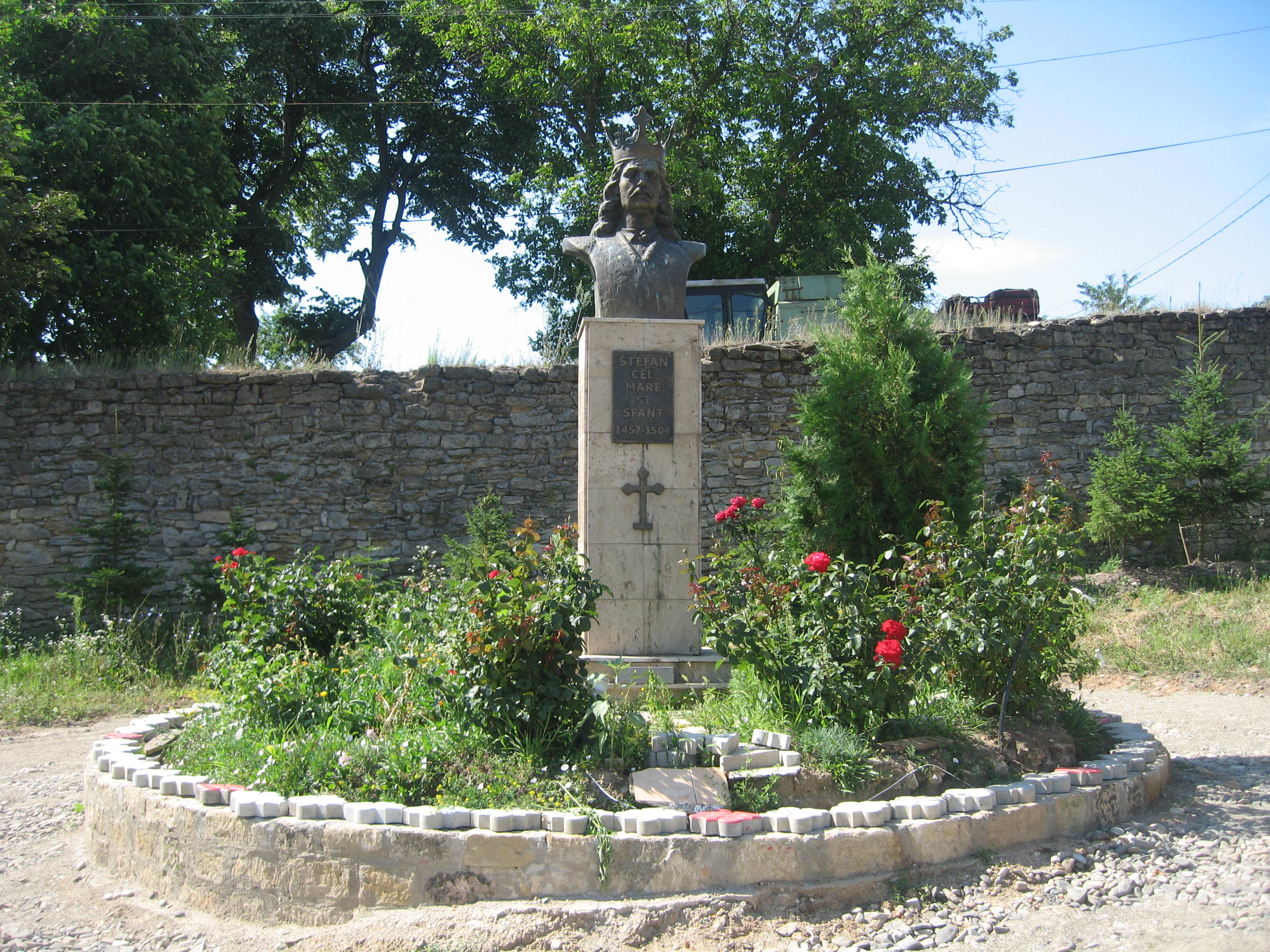
Bustul lui Ștefan cel Mare în curtea Mănăstirii Dobrovăț
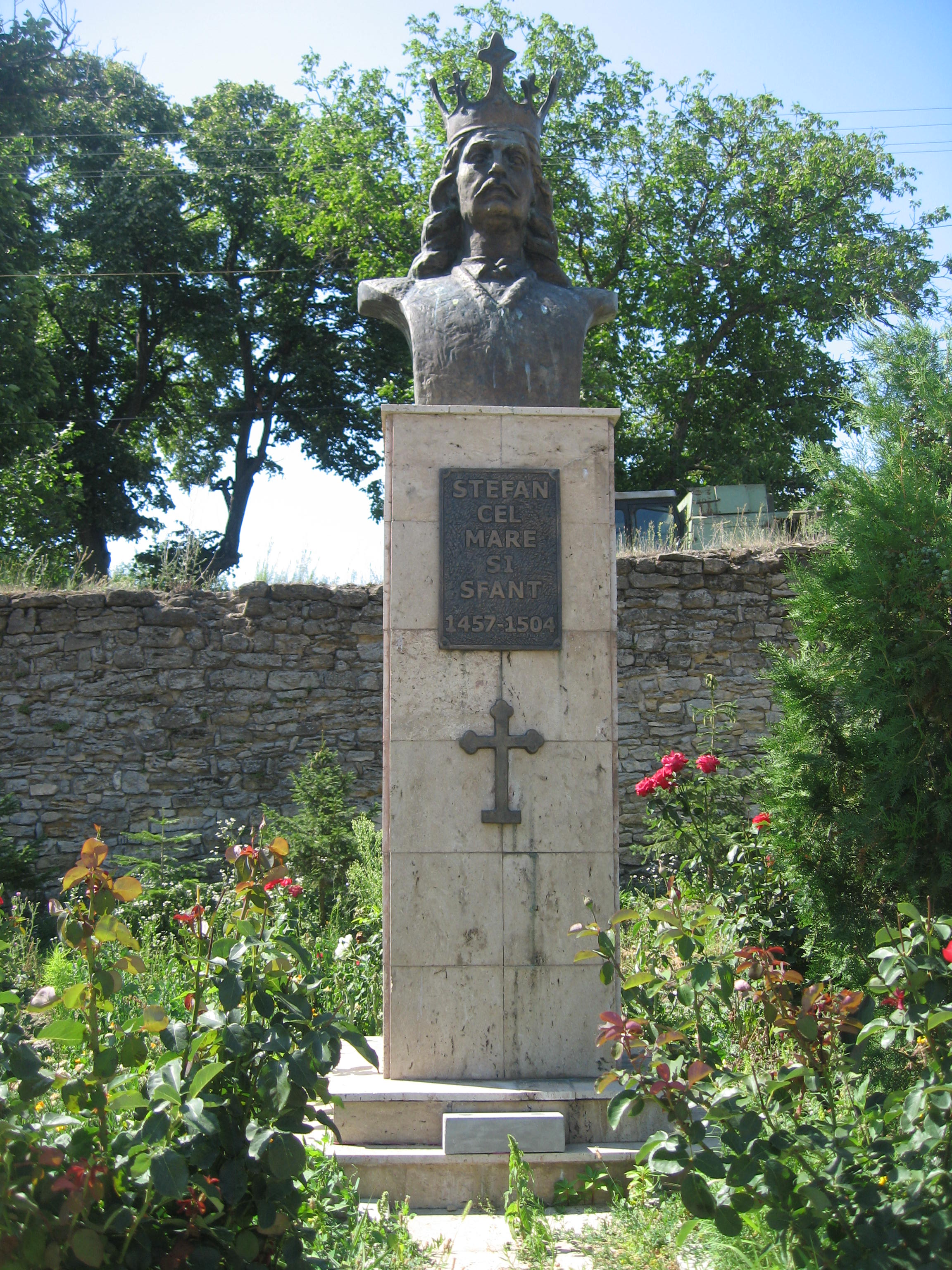
Bustul lui Ștefan cel Mare în curtea Mănăstirii Dobrovăț